# Mozaiki szczecińskie
Mozaiki szczecińskie – mozaiki stworzone przez amatorów i artystów plastyków, naścienne i posadzkowe dekoracje wykonane w technice mozaiki, znajdujące się na terenie Szczecina. Mozaiki są wykonane z różnych materiałów, przykładowo ze szkła, z kafli ceramicznych, witromozaiki, kamieni. Część dekoracji to kolaże mozaiki z innymi formami artystycznymi. Znajdują się w obiektach użyteczności publicznej, obiektach przemysłowych i poprzemysłowych, w kościołach i na prywatnych posesjach.
Zostały skatalogowane i opisane w ramach społecznego projektu Mozaiki szczecińskie działającego na portalu Facebook. W odnalezieniu dekoracji wzięli udział mieszkańcy Szczecina, którzy zgłaszali znane sobie prace osobom prowadzącym projekt. Do grudnia 2020 skatalogowano 113 dekoracji.

## Mozaiki przedwojenne

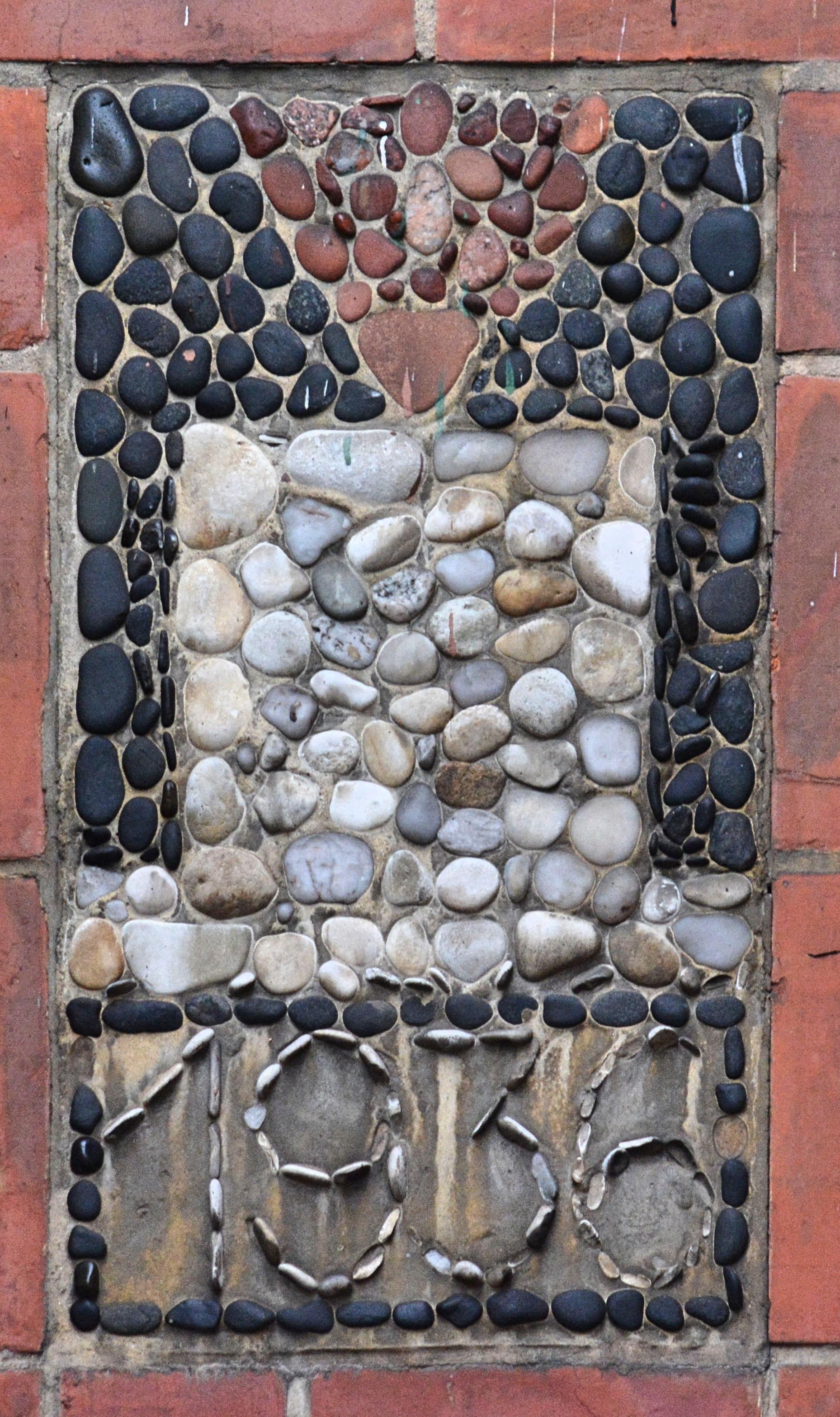
Mozaika z 1936 na ścianie willi na osiedlu Pogodno

- kamienna mozaika z napisem „1936”, wmurowana w elewację jednej z willi znajdujących się Pogodnie. Najstarszą i jedyna przedwojenna mozaika znajdująca się w katalogu projektu Mozaiki szczecińskie. Napis z mozaiki jest informacją o dacie powstania obiektu.

Katalog nie zawiera licznych imitujących mozaikę zachowanych fragmentów posadzek ceramicznych z XIX i XX w. znajdujących się w przejazdach bramnych przedwojennych kamienic, produkowanych przemysłowo, bardzo popularnych w europejskim budownictwie przełomu XIX i XX w.. Jedna z nich, wyjątkowo nie ułożona z kafli ceramicznych, ale z poszczególnych kostek mozaikowych, łączy się z oryginalnym przeznaczeniem i historią budynku nowego oddziału męskiego wybudowanego w 1900 na terenie Zakładu Opiekuńczego "Bethanien". Przedstawia symbol Międzynarodowego Czerwonego Krzyża. Umieszczono ją w przedsionku za tylnym wejściem budynku, znajdującego się obecnie pod adresem Wawrzyniaka 7a. Pozostałe posadzki z okresu przedwojennego mają wzory ornamentów roślinnych lub geometrycznych.

## Mozaiki z lat 1945-1989

### Wstęp: Mozaiki w latach PRL
Dekorowanie architektury mozaikami było w powojennej Polsce działaniem mającym na celu ożywienie i humanizację ówcześnie powstającej architektury oraz edukowanie w zakresie sztuk plastycznych i przyzwyczajanie mieszkańców miast do stałego obcowania ze sztuką. Duże znaczenie przy podejmowaniu decyzji o zamówieniu dekoracji mozaikowej było uznanie jej za rodzaj wykończenia elewacji trwały, łatwy w utrzymaniu i konserwacji oraz mający potencjał mocnego oddziaływania na odbiorcę wielobarwnością.
Zamówienia na realizację mozaik dokonywały państwowe instytucje i zakłady przemysłowe. Mecenat zakładów przemysłowych nad sztuką był częścią polityki kulturalnej państwa, stąd obecności mozaik w pomieszczeniach stołówek i świetlic robotniczych oraz na elewacjach obiektów zakładów przemysłowych. Zapotrzebowania na wykonanie mozaik kierowane były do Pracowni Sztuk Plastycznych (PSP), gdzie zlecenia stworzenia dekoracji otrzymywali profesjonalni artyści plastycy. Odstępstwem od reguły dokonywania zamówień przez PSP i inne państwowe podmioty było zlecanie mozaik przez parafie kościelne na wykonanie dekoracji obiektu sakralnego. W tych wypadkach zwyczajem było zamawianie mozaik u duchownych specjalizujących się w rzemiośle artystycznym lub artystów plastyków, którzy swoją twórczość wiązali głównie z tematyką sakralną. 
Większość mozaik powstałych w II połowie XX w. w Polsce to kompozycje wykonane z ceramiki. Ze względu na charakterystykę produkowanego i pozyskiwanego materiału ceramicznego większość dekoracji mozaikowych to kompozycje abstrakcyjne. Trudności w pozyskiwaniu materiału oraz wpływy kierunków sztuki takich jak informel i arte povera przyczyniły się do używania jako materiału mozaikowego szkła, kamieni, drewna i muszli.
Mozaiki w latach PRL powstawały na terenie całej Polski. Wiele z dekoracji mozaikowych zachowało się do dziś na terenie Małopolski, Śląska, w Warszawie i innych miastach Polski. W drugiej dekadzie XXI w. mozaikom z lat 1945–1989, jako wartościowej części polskiej architektury zagrożonej skuwaniem i zasłanianiem poświęcono projekt Ratujemy Mozaiki.  

### Dekoracje szczecińskie z lat PRL
W Szczecinie, podobnie jak w innych miejscach Polski, autorami wielu mozaik szczecińskich byli twórcy znani w regionie Pomorza Zachodniego ze względu na bogaty dorobek w wielu dziedzinach sztuk plastycznych lub działalności z zakresu animacji kultury. Obok nich mozaiki na terenie Szczecina tworzyli artyści plastycy spoza Pomorza Zachodniego. Spontanicznie mozaiki tworzyli również amatorzy z uzbieranego przez siebie materiału ceramicznego.

#### Mozaiki na obiektach świeckich

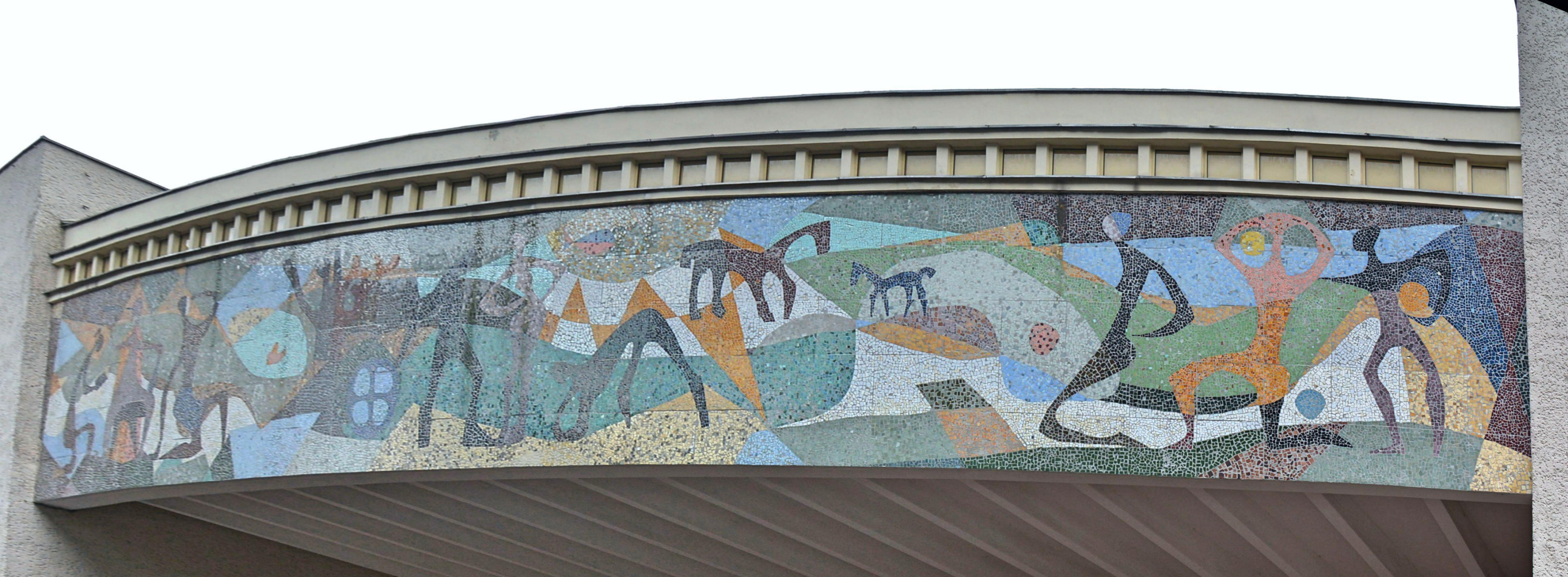
Mozaika na dawnym kinie "Kosmos"

- mozaika na frontowej ścianie budynku dawnego kina „Kosmos” znajdującego się przy Alej Wojska Polskiego 5. Jest pierwszą mozaiką powstałą po II wojnie światowej, datowaną na lata 1958–1960. Jej autorami byli Emanuel Messer i Sławomir Lewiński. Kompozycja ze stylizowanymi sylwetkami ludzi i zwierząt na tle pejzażu została wykonana z ceramiki produkowanej w spółdzielni produkcyjnej w Łysej Górze oraz materiałów ceramicznych znalezionych w ruinach zburzonych w czasie wojny szczecińskich kamienic. W wyszukiwaniu w ruinach fragmentów pieców kaflowych, kafli naściennych i posadzkowych pomagał Sławomirowi Lewińskiemu syn Jakub Lewiński. Z tą częścią historii powstawania mozaiki łączy się znana wielu mieszkańcom Szczecina legenda miejska o interwencji pracowników Służb Bezpieczeństwa zaniepokojonych poszukiwaniami w ruinach[6].

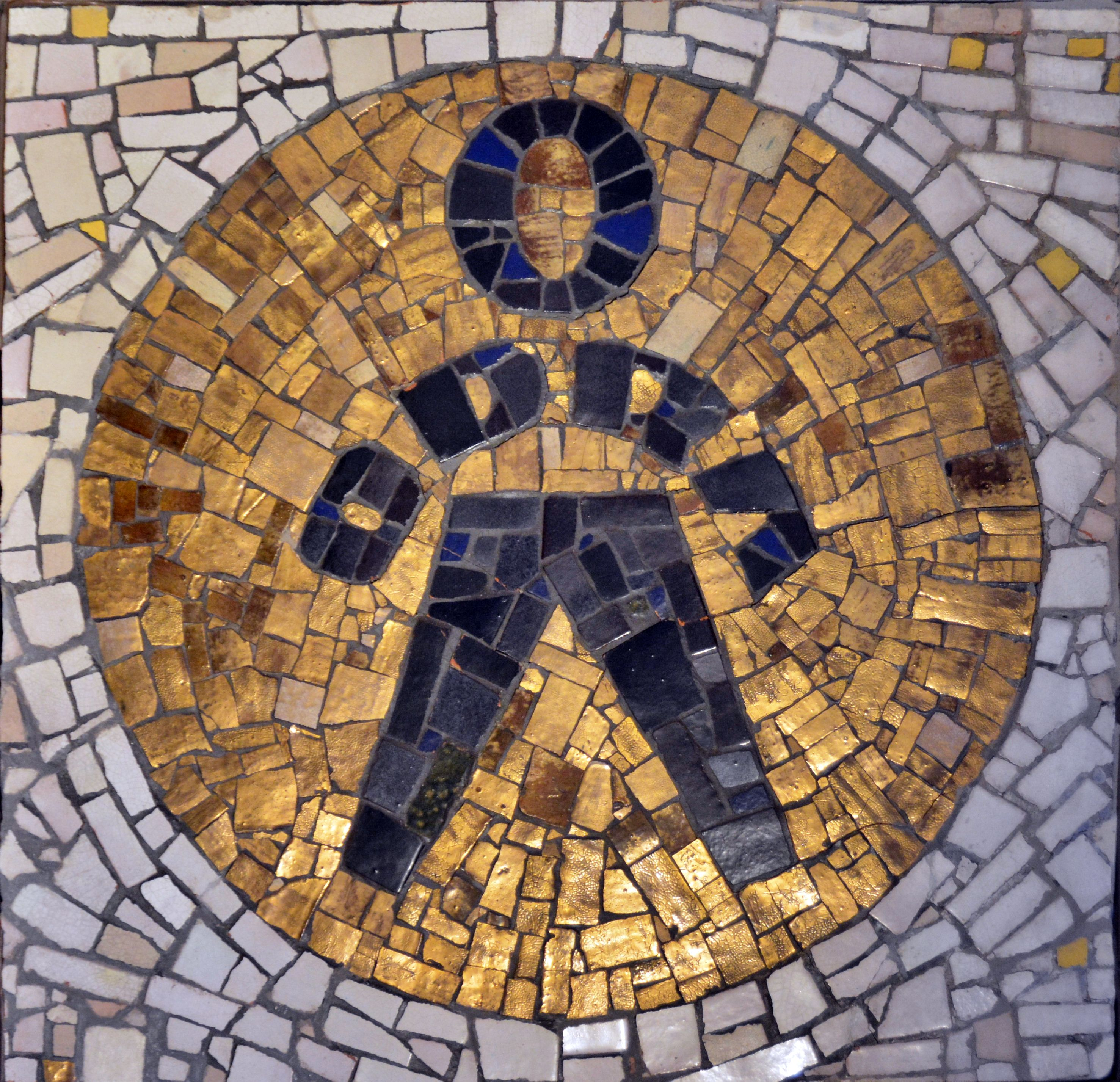
Mozaika ZPO "Odra"

- mozaika znad wejścia do budynku nieistniejących zakładów przemysłu odzieżowego "Odra". Powstała po otwarciu zakładów w 1964, a jej autorem jest Jan Zdarewicz. Mozaika pierwotnie została stworzona tylko i wyłącznie jako dekoracja wejścia. Z biegiem czasu pracownicy "Odry" zaczęli ją w uproszczonej formie powielać jako logotyp. Charakterystyczna, ubrana w jeansowe spodnie postać składająca się z napisu "Odra", zaczęła zdobić guziki, kieszenie, papier firmowy. Została zacytowana w nieistniejącym muralu na budynku przy ulicy Kaszubskiej w Szczecinie. Dekoracja jest jedynym ocalałym fragmentem budynku dawnej "Odry". Po naklejeniu na folię i wycięciu z większego mozaikowego tła została przeniesiona do Muzeum Narodowego w Szczecinie, do oddziału Muzeum Historii Szczecina (Ratusz Staromiejski). Jest eksponatem na wystawie " Hans Stettiner i Jan Szczeciński. Życie codzienne w Szczecinie w XX w. "[7][8].

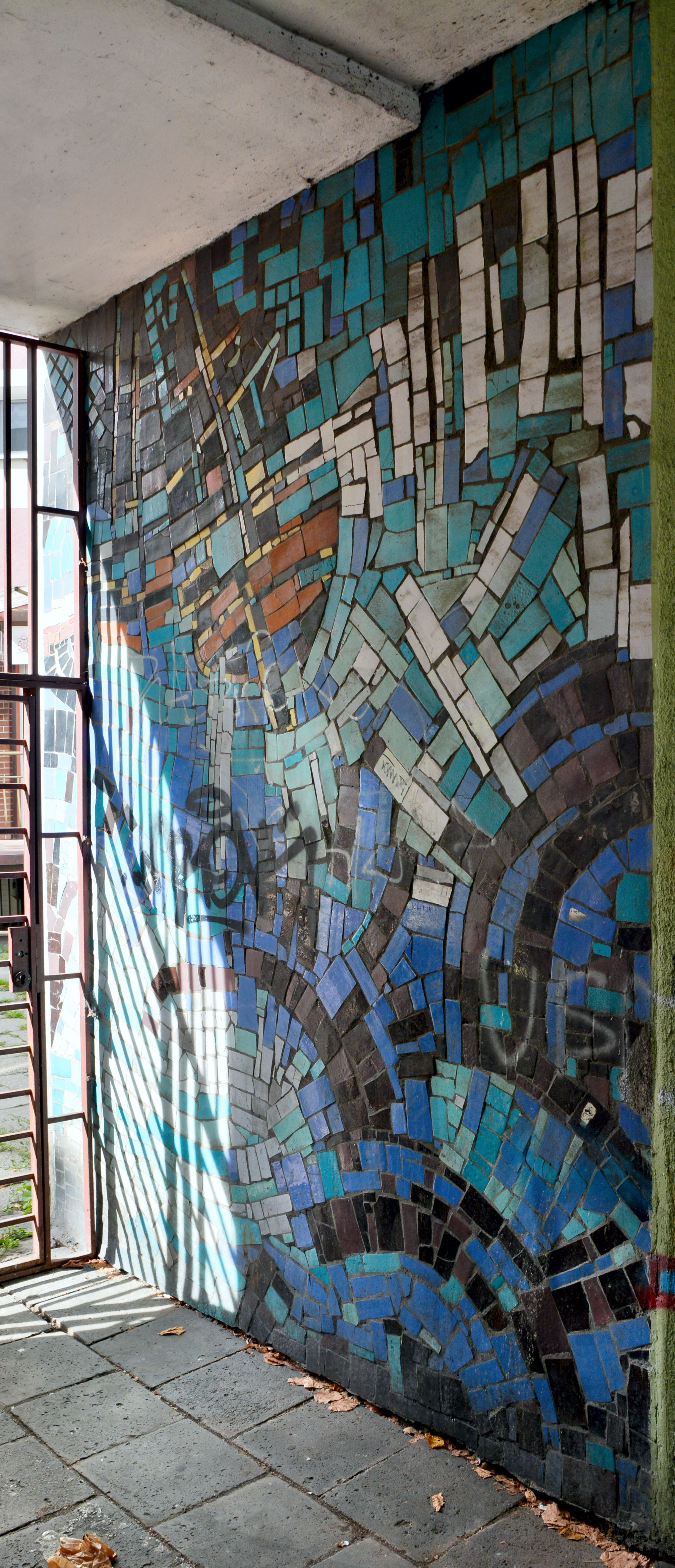
Mozaika przy al. Jana Pawła II 50

- mozaika na elewacji bocznej pawilonu przy Alei Jana Pawła II 50, umieszczona w przejściu za wbudowanym w pawilon kioskiem. Abstrakcyjną mozaikę stworzyli Ryszard Kiełtyka, malarz i wieloletni prezes Związku Polskich Artystów Plastyków Oddziału w Szczecinie oraz Oleg Bałakirew i Wacław Stanisławczyk. Na początku artyści przygotowali szkic z ogólną wizją kompozycji, a następnie, w trakcie wspólnego wykonywania dekoracji, każdy tę wizję interpretował indywidualnie. Mozaika miała na celu przyciągać wzrok i kierować uwagę przechodnia na kiosk, który prowadziła Spółdzielnia Inwalidów sprzedając w nim bibeloty swojej produkcji. Dekoracja powstała w latach 60./ 70. XX w. Została wykonana z produkowanego w tamtym czasie w Polsce szkła mozaikowego.
- kolaż z mozaiką w hallu Szczecińskiego Domu Sportu, w starej części obiektu - Wojewódzkim Domie Sportu (WDS), który powstał  w latach 60. XX w. przy ul. Felczaka. Jest to abstrakcyjny kolaż reliefu z mozaiką z kafli mozaikowych i kamieni, z fragmentem przypominającym totem.
- mozaika we wnętrzu sali z basenem dla dzieci Szczecińskiego Domu Sportu. Dekoracja przedstawiająca totemiczne postaci znajduje się w starej części obiektu dawnego Wojewódzkiego Domu Sportu w Szczecinie (WDS) wybudowanego w latach 60. XX w. przy ul. Felczaka. Ułożona z kafli mozaikowych produkowanych w tamtym okresie w Polsce, została stworzona przez Sławomira Lewińskiego.

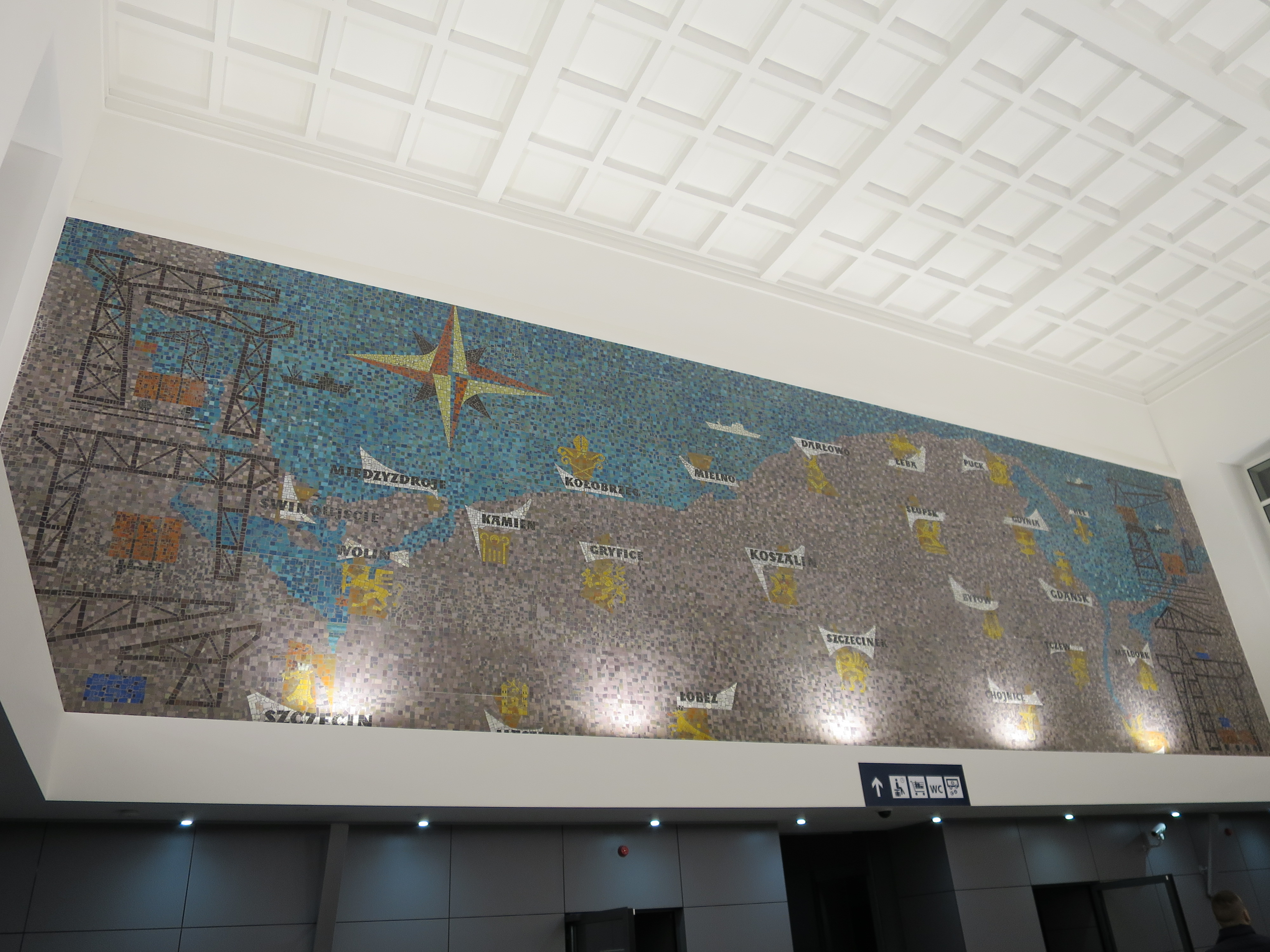
Mozaika w hallu dworca Szczecin Główny

- mozaika w hallu Dworca Szczecin Główny, autorstwa Sławomira Lewińskiego, przedstawiająca mapę nadbałtyckich obszarów Polski z herbami miast i przestawieniami maszyn portowych.
- mozaiki na filarach dawnej poczekalni Dworca Szczecin Główny. Powstały w latach 70. XX w. Ich autor Kazimierz Błonko stworzył z kamieni, muszli, szkła i fragmentów przedmiotów ceramicznych kompozycje abstrakcyjne z niewielkimi motywami kwiatowymi. Pierwotnie mozaiki zdobiły co najmniej sześć filarów w poczekalni. W 2016 w związku z modernizacją Dworca Głównego i zmianą przeznaczenia pomieszczenia poczekalni część mozaik została zasłonięta okładzinami z płyt[9].

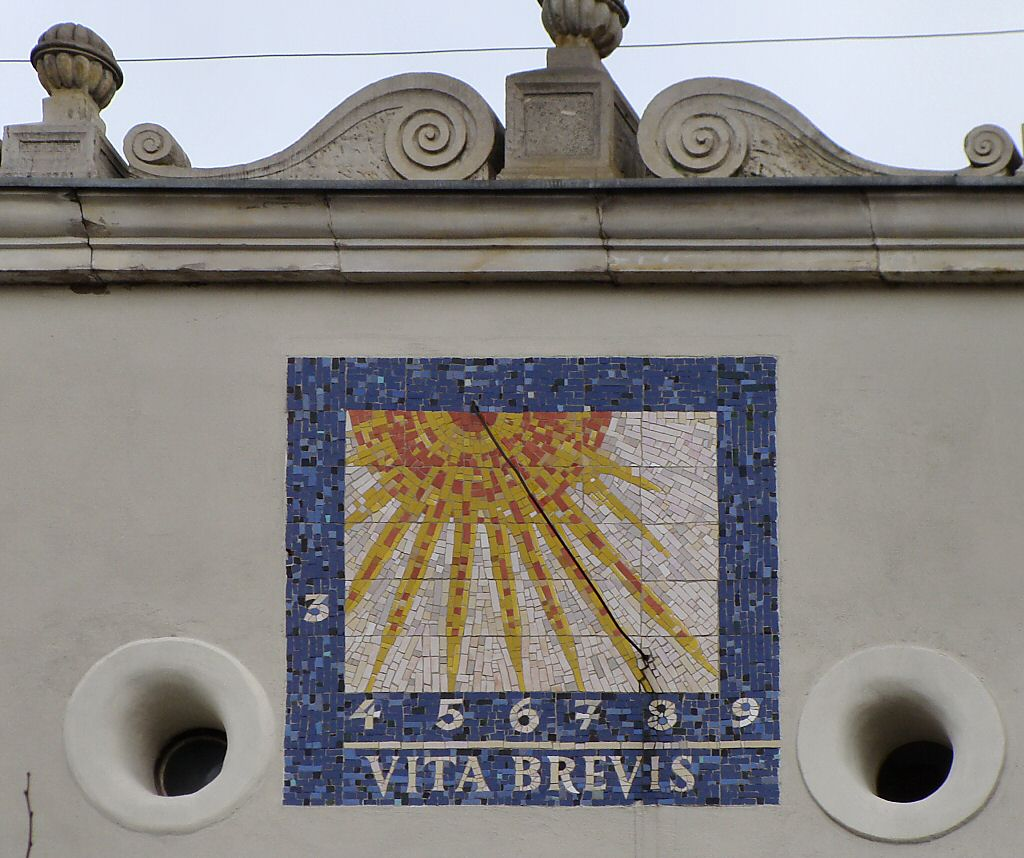
Mozaika na Zamku Książąt Pomorskich

- mozaiki na elewacjach dużego dziedzińca Zamku Książąt Pomorskich w Szczecinie, przedstawiające zegary słoneczne, autorstwa Jana Zdarewicza.
- mozaika na elewacji prywatnej posesji na Pogodnie. Autorem abstrakcyjnej dekoracji byli Sławomir i Franciszek Okulscy. Dekoracja powstała w 1972 z materiałów ceramicznych uzbieranych na placach budowlanych.
- mozaiki na ogrodzeniu posesji i wewnętrznych ścianach balkonu willi znajdującej się na Łęknie. Powstały w latach 70. XX w. z materiałów ceramicznych wyzbieranych z gruzów wyższych kondygnacji willi, która uległa dużym zniszczeniom w czasie drugiej wojny światowej. Projekt dekoracji przedstawiających między innymi pejzaże, motywy zwierzęce i przedmioty życia codziennego stworzyła ówczesna właścicielka obiektu Janina Zalewska.
- kolaże z mozaiką we wnętrzu budynku Zachodniopomorskiego Wydziału Budownictwa i Architektury przy Al. Piastów 50. Dekoracje powstały około 1974. Pierwsza, abstrakcja, mieści się w hallu na parterze, druga, również będąca abstrakcją, zdobi korytarz na pierwszym piętrze. Trzecia dekoracja, będąca uproszczonym widokiem przestrzeni miejskiej znajduje się przed wejściem do audytorium na pierwszym piętrze. Kompozycje stworzył Jerzy Chmielewski. Są to dekoracje charakterystyczne dla twórczości tego artysty. Są kolażem mozaiki z malowanymi cementowymi reliefami.
- mozaiki na elewacji i innych elementach prywatnej posesji znajdującej się na terenie osiedla Żelechowa. Wśród ceramicznej i kamiennej dekoracji widoczny jest napis "1974", wykonany, jak pozostałe mozaiki przez mieszkańców domu. Nawiązuje do rodzinnego zjazdu, który odbył się podczas mistrzostw piłkarskich w 1974.

- mozaika w górnej partii zachodniego muru oporowego Teatru Letniego. Abstrakcyjna kompozycja autorstwa Piotra Wieczorka powstała w 1975 w ramach budowy Teatru Letniego jako jedna z jego artystycznych dekoracji.
- mozaiki na tylnej elewacja baru "Platan" znajdującego się nad Teatrem Letnim. Dekoracje autorstwa Piotra Wieczorka. Powstały w 1975 w czasie budowy Teatru Letniego jako jedne z artystycznych dekoracji zdobiących bezpośrednie otoczenie amfiteatru.
- mozaiki w sali głównej Domu Kultury przy ul. Św. Marcina 2. Kompozycje wykonał w 1975 Jerzy Chmielewski. Na tylnej ścianie sali znajduje się kolaż mozaiki i malowanego reliefu przedstawiającego Pegaza. Pozostałe prace artysty w tym wnętrzu to abstrakcyjne mozaiki na filarach sali.
- mozaika na elewacji kamienicy przy al. Wojska Polskiego 50. Dekorację stworzył Piotr Wieczorek. Pierwotnie mozaika flankowała witrynę dawnego sklepu mięsnego wraz z drugą, nieistniejącą mozaiką tego samego autora. Abstrakcja została stworzona około 1975 podczas realizacji projektu estetyzacji Alei związanego z jej remontem towarzyszącym likwidacji torowiska tramwajowego na odcinku pl. Szarych Szeregów - plac Zwycięstwa. Oprócz drugiej mozaiki z elewacji Piotr Wieczorek stworzył na Alei Wojska Polskiego również niezachowaną mozaikę we wnętrzu wspomnianego sklepu oraz zburzoną w 2001, wyłożoną mozaiką fontannę zwaną Ścianą Płaczu. Współtworzył także istniejącą dekorację w barze "Pasztecik".
- mozaiki we wnętrzu baru " Pasztecik " przy al. Wojska Polskiego 46. Autorami mozaik z kolorowymi sylwetkami ryb byli Ryszard Rolka, Piotr Wieczorek i Tadeusz Sienkiewicz[5]. Dekoracja z typowych produkowanych w drugiej połowie XX w. w Polsce kafli mozaikowych powstała około 1975, podczas realizacji projektu estetyzacji Alei, związanego z jej remontem towarzyszącym likwidacji torowiska tramwajowego na odcinku pl. Szarych Szeregów- plac Zwycięstwa.
- mozaiki we wnętrzu sklepu i bistra rybnego "Seamor" przy al. Wojska Polskiego 34. Kompozycje z kolorowymi sylwetkami ryb, z produkowanych w tamtym okresie kafli mozaikowych, powstały prawdopodobnie około 1975, podczas realizacji projektu estetyzacji Alei, związanego z jej remontem towarzyszącym likwidacji torowiska tramwajowego na odcinku pl. Szarych Szeregów - plac Zwycięstwa.
- mozaika na elewacji bocznej budynku należącego do dawnej Huty Szczecińskiej na Stołczynie. Powstała w 1975 według projektu Danuty Strzelbickiej- Mazuś, a wykonana została przez nią, przez jej męża Wieńczysława Mazusia oraz córkę i syna: Agatę i Mieszko Mazuś. Kompozycja z głową gryfa nawiązującą do herbu Szczecina została ułożona z witromozaiki produkowanej przez hutę szkła w Wałbrzychu. Poszczególne partie dekoracji były tworzone na kartonach stanowiących moduły kompozycji. Prace odbywały się na terenie huty w przysposobionym na ten cel budynku magazynowym[10].

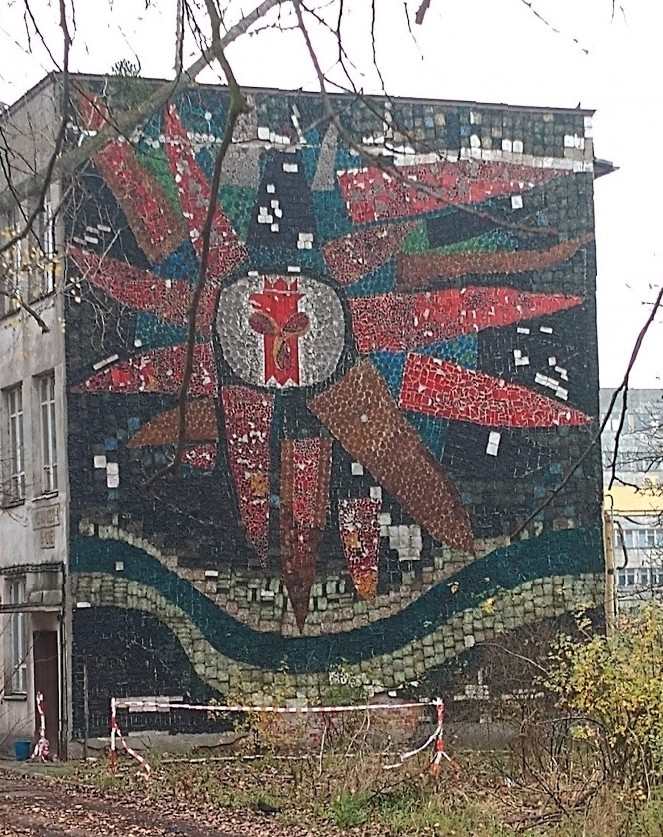
Mozaika na elewacji bocznej dawnego budynku stoczniowego

- mozaika na elewacji jednego z budynków dawnej Stoczni Szczecińskiej, znajdującego się niedaleko zbiegów ulic Stalmacha i Cementowej. Kompozycję z charakterystycznym gryfem ze śrubą okrętową, będącym logotypem stoczni stworzyli Andrzej Maciejewski i Stefania Mazurczak. Mozaika wykonana jest ze szkła mozaikowego sprowadzanego z hut w Krośnie i Jaśle. Logotyp stoczni otacza abstrakcyjne wielobarwne tło.

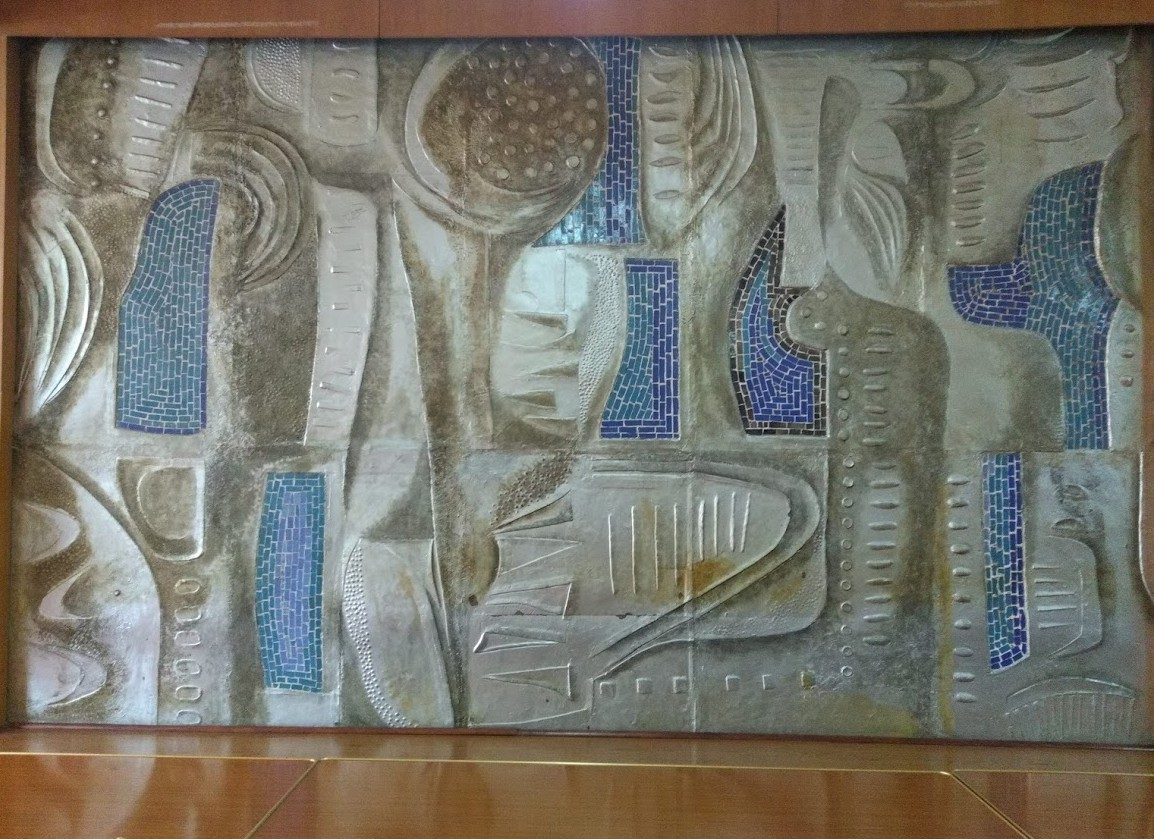
Kolaż mozaiki i reliefu przy auli Wydziału Matematyczno-Fizycznego Uniwersytetu Szczecińskiego

- kolaż z mozaiką przed wejściem do auli na Wydziale Matematyczno-Fizycznym Uniwersytetu Szczecińskiego przy ul. Wielkopolskiej 15. Dekoracja autorstwa Tadeusza Eysymonta jest abstrakcyjnym kolażem reliefu z mozaiką. Powstała w technice autorskiej Tadeusza Eysymonta, inspirowanej technologią wykonywania okrętów. W powstawaniu dekoracji pomagał syn artysty, Jarosław Eysymont[10].

- kolaż z mozaiką w Książnicy Pomorskiej przy ul. Podgórnej 15/16, znajdujący się w sali imienia K. I. Gałczyńskiego. Kolaż łączy polichromię i mozaikę. Praca autorstwa Henryka Boehlkego powstała na początku lat 70. Ze względu na brak klasycznego materiału ceramicznego artysta do imitacji kafli mozaikowych użył kawałków drewna.

- mozaiki we wnętrzu prywatnej posesji znajdującej się na Prawobrzeżu. W 1978 stworzył je ówczesny właściciel willi, Jerzy Kurtz. Pierwsza mozaika została wykonana na głównej ścianie nośnej domu z ceramiki pozostałej po obiekcie, który przed wojną stał w miejscu obecnego i został zniszczony wskutek działań wojennych. Jedynym pochodzącym z lat powojennych elementem mozaiki jest pęknięty półmisek wkomponowany w ścianę. Mozaika przedstawia podróż do gwiazd, co miało zaznaczać fascynację twórcy kompozycji wszechświatem i przyszłymi podróżami kosmicznymi. Druga, abstrakcyjna mozaika powstała z ciętego piaskowca odzyskanego podczas remontu i usuwania starych parapetów w jednym ze szczecińskich budynków użyteczności publicznej.

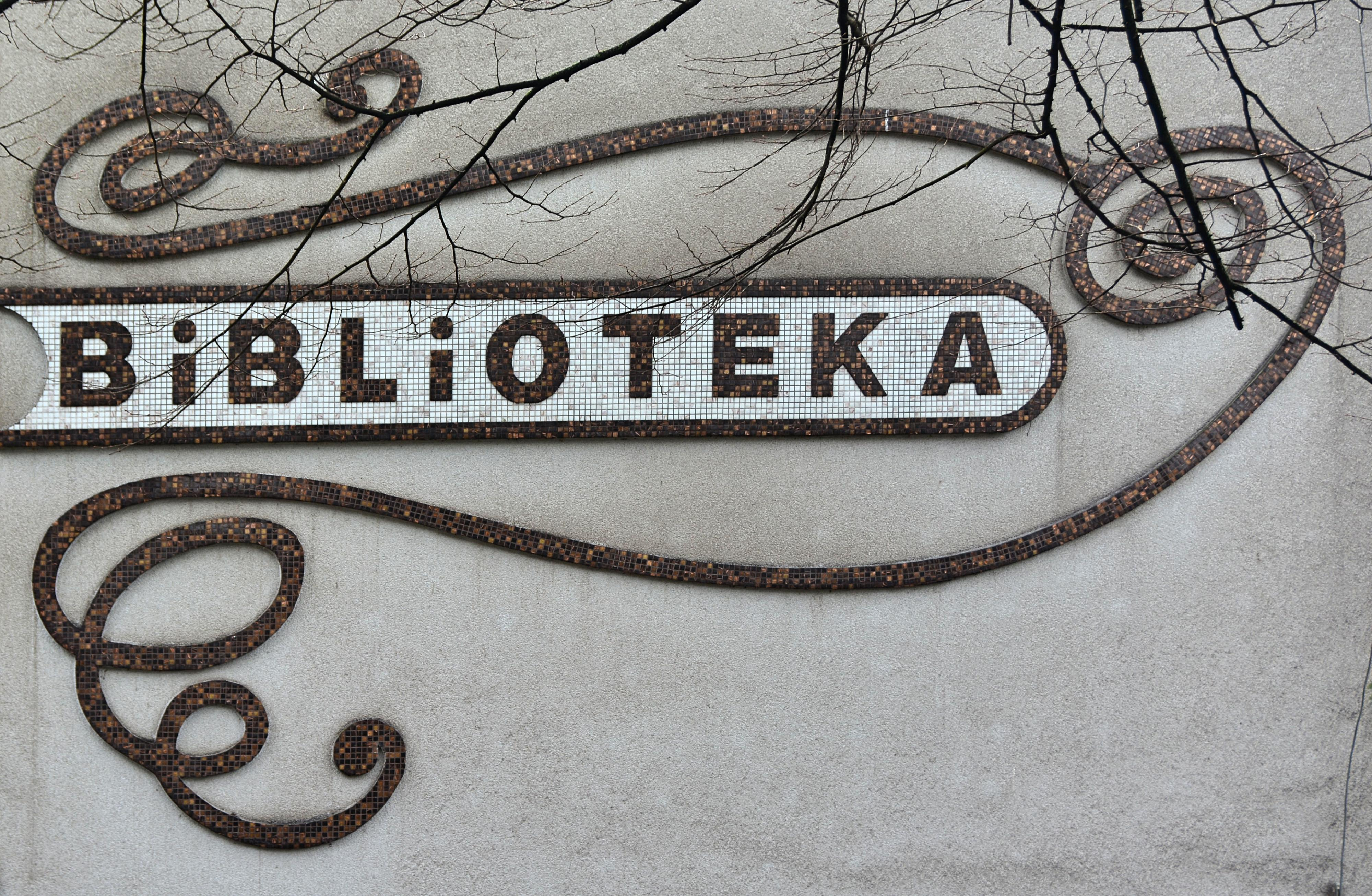
Mozaika przy ul. Barnima 25

- mozaika na elewacji Filii nr 4 Miejskiej Biblioteki Publicznej przy ul. Księcia Barnima III Wielkiego 25. Dekoracyjnie opracowany napis "biblioteka" wyłożony witromozaiką -melanżem barw jesiennych, został stworzony w 1984 przez Jana Zdarewicza.
- mozaika w przedsionku IX Liceum Ogólnokształcącego przy pl. Mariackim 1. Mozaika powstała w 1984 z okazji nadania szkole patronatu - imienia Bohaterów Monte Cassino. Mozaika przedstawia sceną batalistyczną (bitwę pod Monte Cassino) i słynne czerwone maki. Jej autorem był Wieńczysław Mazuś. W pracach przy układaniu mozaiki uczestniczyła córka artysty, Agata Mazuś oraz Jarosław Eysymont[10].

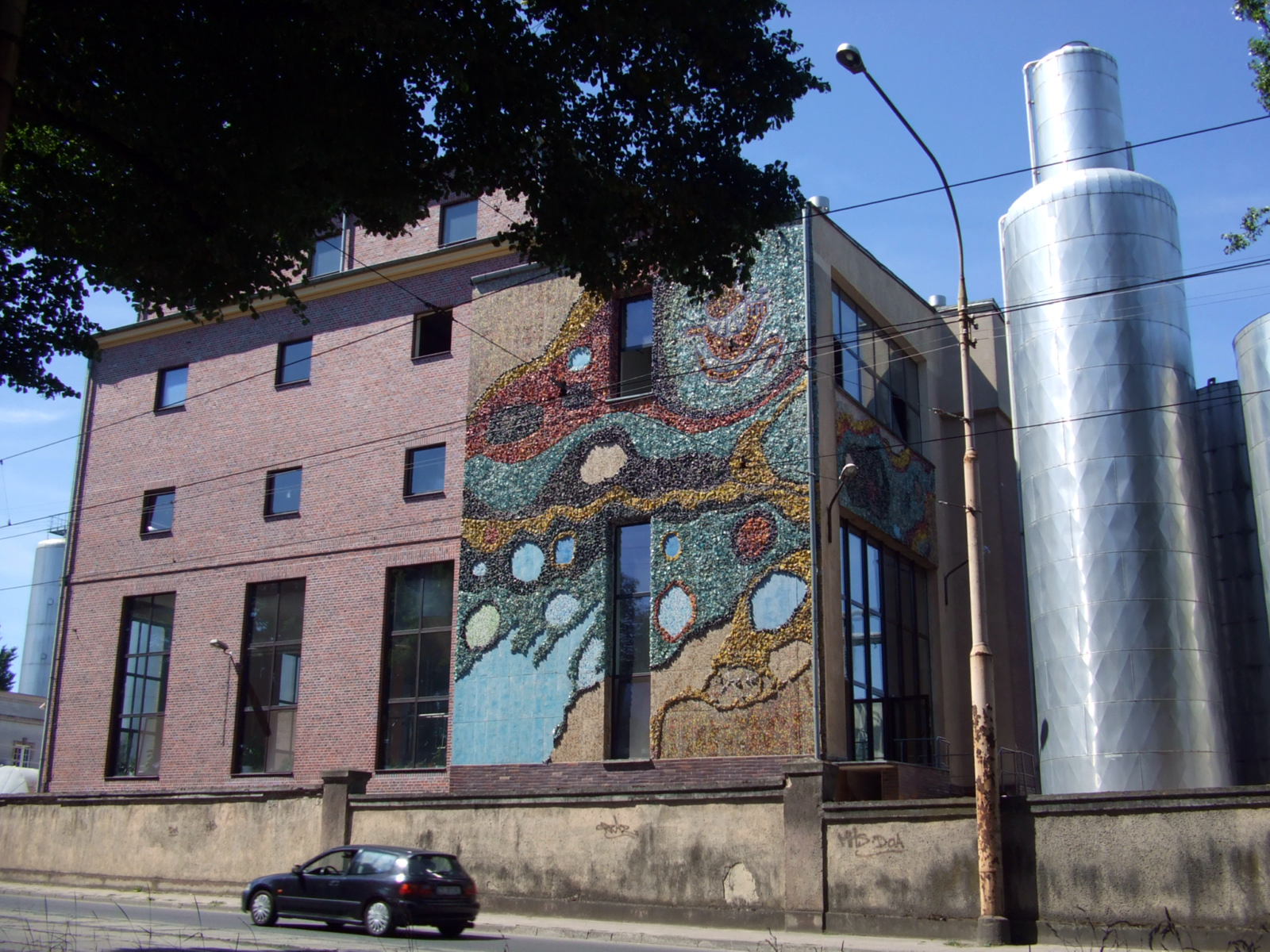
Mozaiki na budynku browaru przy ul. Chmielewskiego 16

- mozaiki wykonane na zlecenie Browaru Bosman zdobiące elewacje budynku browaru przy ul. Chmielewskiego 16. Mozaiki stworzyli Andrzej Błażejczyk i Adam Koziak w latach 80. XX w. Dekoracja swoją fakturę zawdzięcza charakterystyce materiału. Jest to szkło, które jako odpad przemysłowy zostawało w piecach hutniczych. Po wystygnięciu i skruszeniu przybierało formę nieregularnych wielokolorowych brył. Odpady te zostały zakupione poprzez handel wymienny. Artyści zawozili do hut przekazane im przez Browar Bosman buteleczki z pepsi i piwem pozyskując w zamian materiał na mozaikę. W prawym górnym rogu mozaiki widać stylizowaną koge, która była logotypem dawnego browaru "Bosman".
- mozaiki na witaczach. Jeden z witaczy znajduje się przy przystanku "Klucz Autostrada 11",  drugi przy wschodnim poboczu ulicy Pyrzyckiej przed skrętem w ulicę Topolową, trzeci przy poboczu ulicy Szczecińskiej przed Przęsocinem. Przedstawiają stylizowane godło Szczecina (gryf) oraz motywy historyczne i architektoniczne.

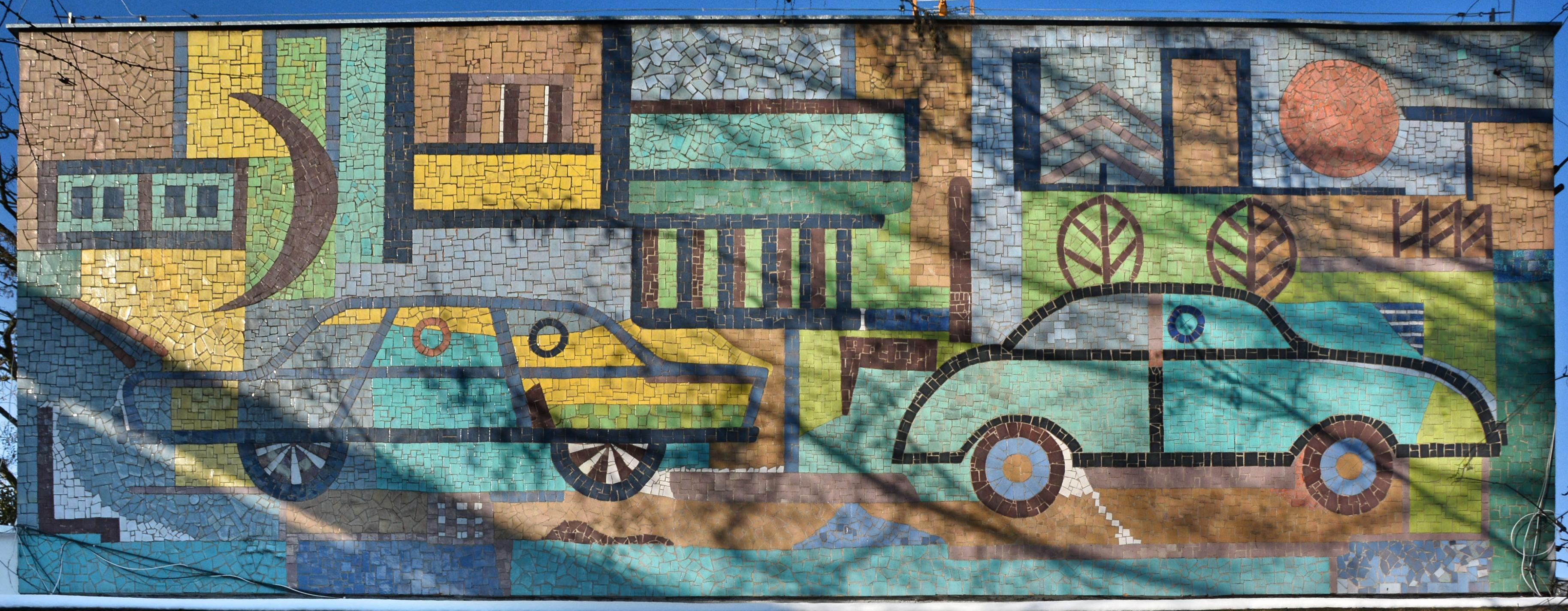
Mozaika na Zespole Szkół Samochodowych

- mozaika na elewacji Zespołu Szkół Samochodowych przy ul. Klonowica 14. Przedstawia pejzaż miejski z sylwetami samochodów na pierwszym planie.
- mozaiki we wnętrzu biblioteki Pomorskiego Uniwersytetu Medycznego w Szpitalu Klinicznym nr 1 przy ul. Unii Lubelskiej 1. Autorem dwóch abstrakcyjnych kompozycji był Tadeusz Sienkiewicz[5].

- mozaiki na elewacjach budynku Morskiego Klubu Sportowego "Pogoń" przy ul. Twardowskiego 12. Siedem kompozycji przedstawia piktogramy z sylwetkami sportowców różnych dyscyplin sportowych. Ósma kompozycja  przedstawia godło MKS "Pogoń". Dekoracje stworzyli Henryk i Zofia Naruszewicze.
- mozaika z sylwetami biegnących lekkoatletów olimpijskich w przedsionku wejścia bocznego do Szkoły Podstawowej nr 56 przy ul. Malczewskiego 22.
- mozaika we wnętrzu I Liceum Ogólnokształcącego przy Alei Piastów 12. Kompozycja abstrakcyjna.
- mozaiki we wnętrzu II Liceum Ogólnokształcącego przy ul. Pobożnego 2. Dwie z sześciu dekoracji przedstawiają motywy roślinne, pozostałe kompozycje są abstrakcjami.
- kolaż z mozaiką we wnętrzu Miejskiego Sztabu Policji przy pl. Piotra i Pawła 45. Abstrakcja organiczna, jest kolażem polichromii i mozaiki.
- kolaż z mozaiką we wnętrzu lokalu "City Hall" przy ul. 3 Maja 18. Jest kolażem płaskorzeźby przedstawiającej słońce z tłem mozaiki z ceramiki i kamieni.

- mozaiki na elewacji Sądu Rejonowego przy ul. Narutowicza 19. W technice mozaikowej zostały wykonane dwa tondo: godło Polski oraz herb Pomorza Zachodniego.

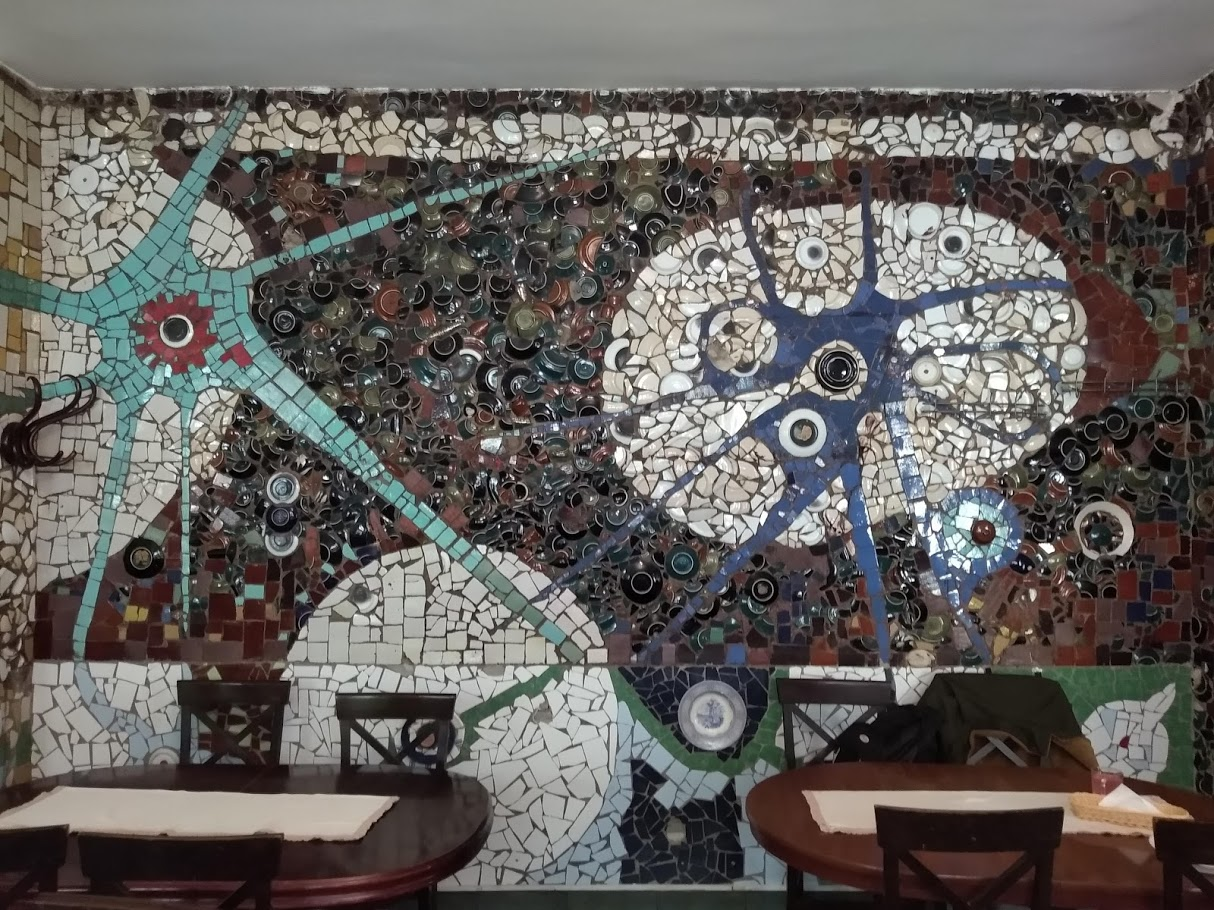
Mozaika we wnętrzu restauracji "Cafe Bar"

- mozaika we wnętrzu " Cafe Bar " przy ul. Jagiellońska 80. Dekoracja jest wykonana z dużych kawałków rozbitej ceramiki stołowej. Jednymi z detali są talerz z widokiem pejzażu i talerzyki z zachowanymi papierowymi naklejkami. Część mozaiki w trakcie ostatniego remontu sal baru została zakryta płytami ściennymi.

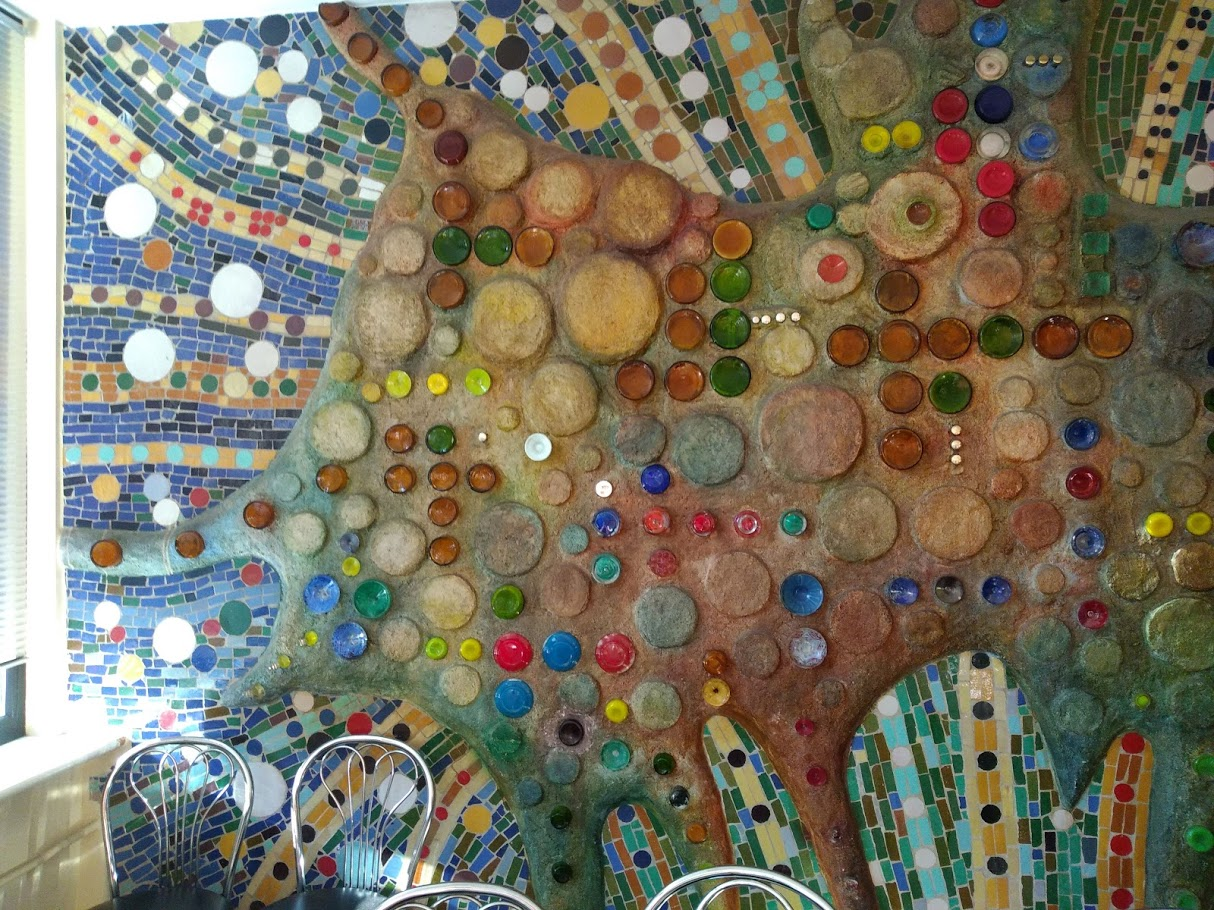
Kolaż mozaiki i reliefu na stołówce firmy Asseco

- kolaż z mozaiką na stołówce firmy Asecco przy ul. Królowej Korony Polskiej 21. Kompozycja jest kolażem łączącym technikę mozaiki z cementową wielobarwnie malowaną płaskorzeźbą. Detalem, który nie powtarza się w żadnej innej szczecińskiej mozaice są wtopione w relief i tło różnej barwy denka od butelek.
- mozaiki na elewacji bramy wjazdowej do Szpitala Wojskowego przy ul. Skargi 9. Trzy kompozycje to napis "szpital wojskowy" oraz flankujące go małe dekoracje z sylwetką orła i laską Eskulapa.

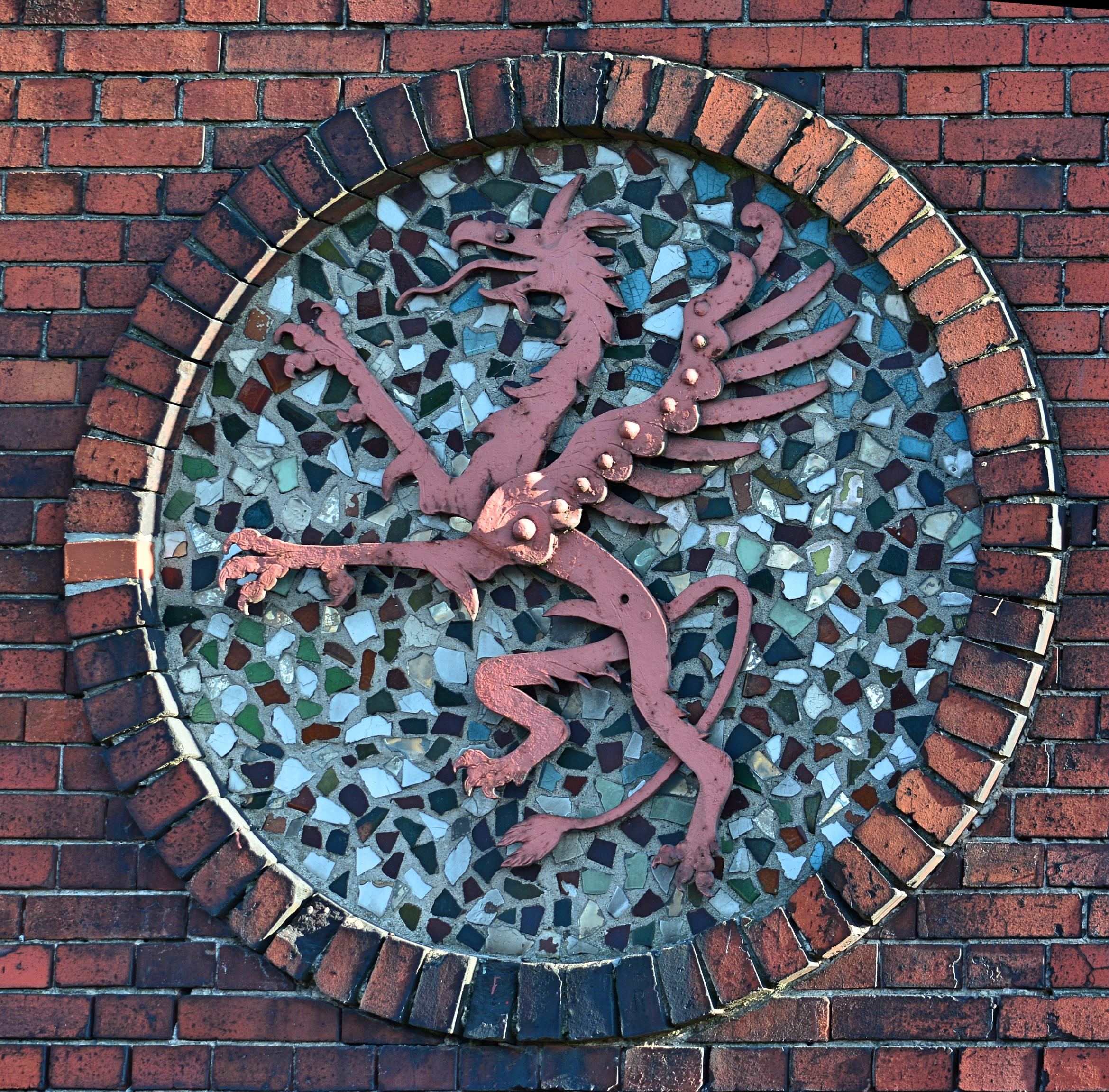
Kolaż z mozaiką przy ul. Bytomskiej 1

- kolaż z mozaiką na elewacji siedziby Portowej Służby Ratowniczej przy ul. Bytomskiej 1. Tondo jest kolażem wykonanego w metaloplastyce gryfa z mozaikowym tłem.
- mozaika wiaty przystanku "Policka" przy ulicy Polickiej. Wiata jest obłożona produkowaną w drugiej połowie XX wieku w Polsce witromozaiką, w kolorach melanżu oliwkowego.
- mozaika na elewacji prywatnej posesji na Skolwinie. Jest kompozycją motywów marynistycznych i florystycznych ułożonych z ceramiki, szkła i kamieni.

#### Mozaiki w obiektach sakralnych i na nagrobkach
- dekorowany mozaiką krzyż, będący częścią nagrobka Feliksa Ciechomskiego. Miejsce pochówku artysty znajduje się na terenie Cmentarza Centralnego.

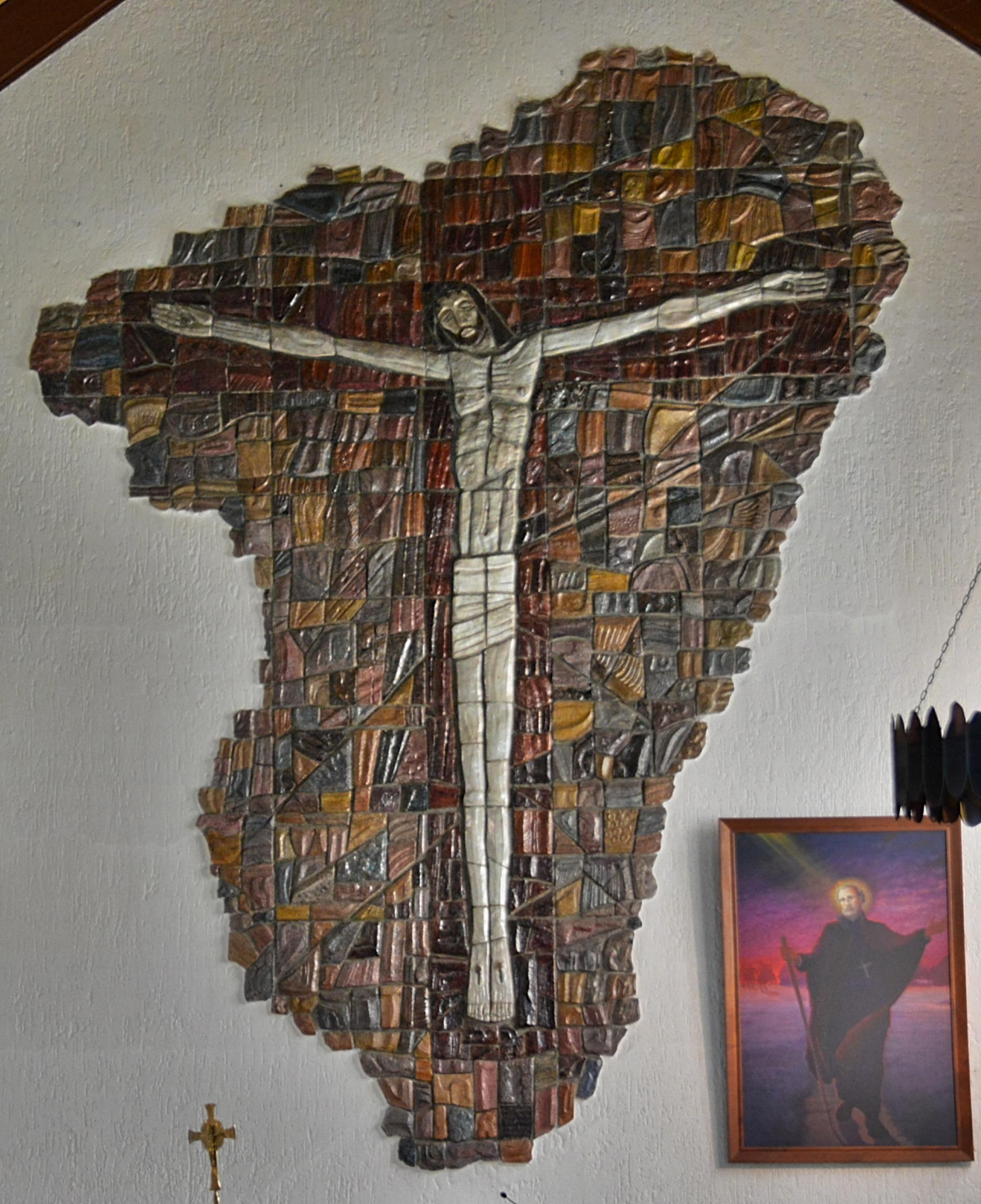
Mozaika w kościele św. Andrzeja Boboli (ul. Pocztowa 22)

- mozaiki we wnętrzu kościoła p.w. św. Andrzeja Boboli przy ul. Pocztowej 22. Dekoracje znajdują się na piętrze świątyni. Twórcą wszystkich był Zbigniew Łoskot. Mozaiki powstały w 1970. Dekoracje ołtarza głównego i ołtarzy bocznych są ułożone z kształtek ceramicznych stworzonych przez artystę. Czwartą mozaiką w kościele jest pas dekorujący chrzcielnicę.
- mozaiki we wnętrzu kościoła Najświętszego Zbawiciela w Szczecinie przy ul. Słowackiego 1a. Autorką prac była Joanna Spychalska, która do 1974 zrealizowała wiele różnego typu dekoracji we wnętrzach kościołów w całej Polsce[5].
- mozaiki we wnętrzu kościoła pw. św. Michała Archanioła przy ul. Bałtyckiej 4. Pierwsza mozaika powstała jako ołtarz główny na całej ścianie zamykającej nawę i prezbiterium. Przedstawia Michała Archanioła otoczonego abstrakcyjnymi i symbolicznymi elementami. Jej autorem oraz 12 mozaikowych tablic Drogi Krzyżowej był Tadeusz Furdyna. W 2019 portal ołtarzowy wyłożono kolejnymi dekoracjami będącymi kolażem rzeźbionych aniołów z mozaikowym tłem abstrakcyjnie opracowanego nieba.
- mozaiki we wnętrzu kościoła p.w. św. Stanisława Biskupa i Męczennika przy ul. Kolorowych Domów 2. Dekoracje otaczają elementy ołtarza głównego świątyni.
- mozaiki na płytach nagrobnych prywatnych nagrobków znajdujących się na Cmentarzu Centralnym. Autorem projektów i wykonawcą był Michał Borkowski. Obie dekoracje przedstawiają motywy kwiatowe. Renowację płyty z motywem kalii przeprowadził Jarosław Eysymont.

## Mozaiki powstałe po roku 1990

### Mozaiki na obiektach świeckich

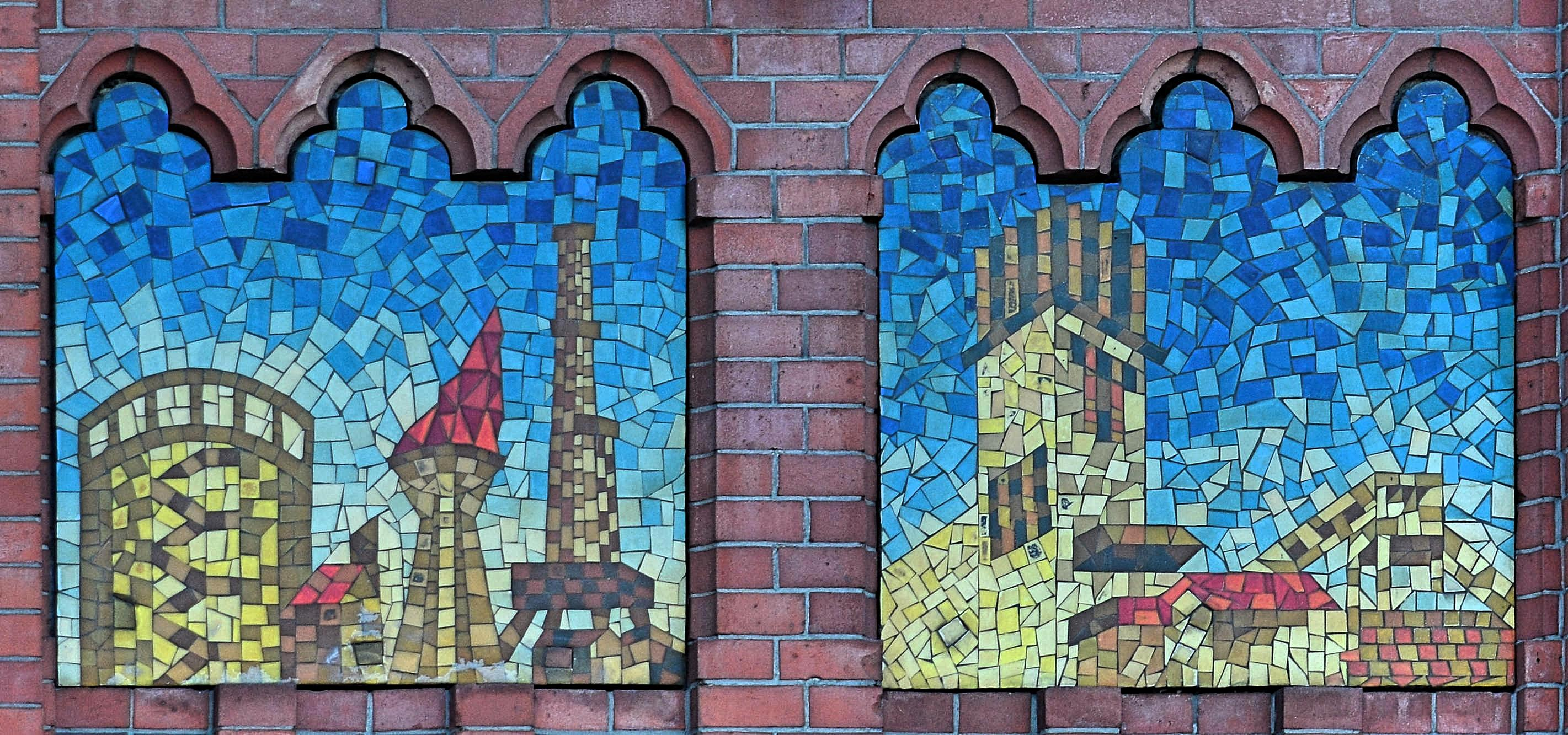
Mozaika przy ul. Tama Pomorzańska 26

- mozaiki na budynku gazowni na elewacji narożnej u zbiegu ulic Tama Pomorzańska i Chmielewskiego. Mozaiki powstały w związku z remontem generalnym budynku. Zostały zaprojektowane w 1992 przez Mieszko Mazusia i wkomponowane w pierwotnie puste blendy na elewacji. Przedstawiają obiekty gazowni- nieistniejące oraz stojącą nieopodal wieżę węglową.

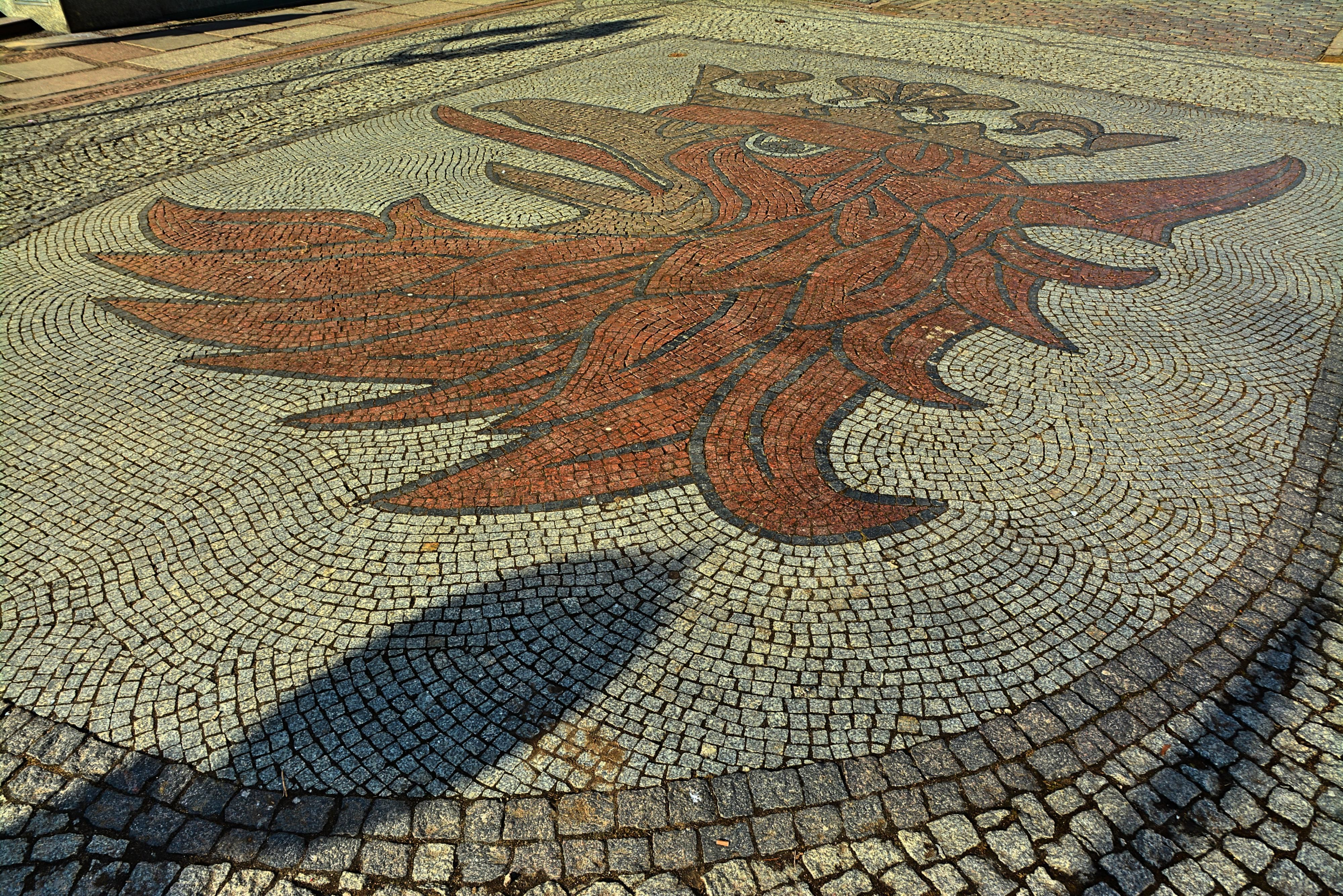
Mozaika na Deptaku Bogusława

- mozaika przy placu Zgody na wylocie Deptaku Bogusława X. Powstała w 2000 w trakcie remontu ulicy związanego z zamknięciem dla ruchu samochodowego odcinka ulicy od placu Zamenhofa do placu Zgody. Jest częścią kompozycji posadzki deptaku. Przedstawia herb miasta Szczecin - głowę gryfa.
- mozaiki we wnętrzu SPA hotelu "Park" przy ul. Plantowej 1. Wnętrze SPA zastało wyłożone przemysłowo produkowanymi mozaikami naściennymi i posadzkowymi.

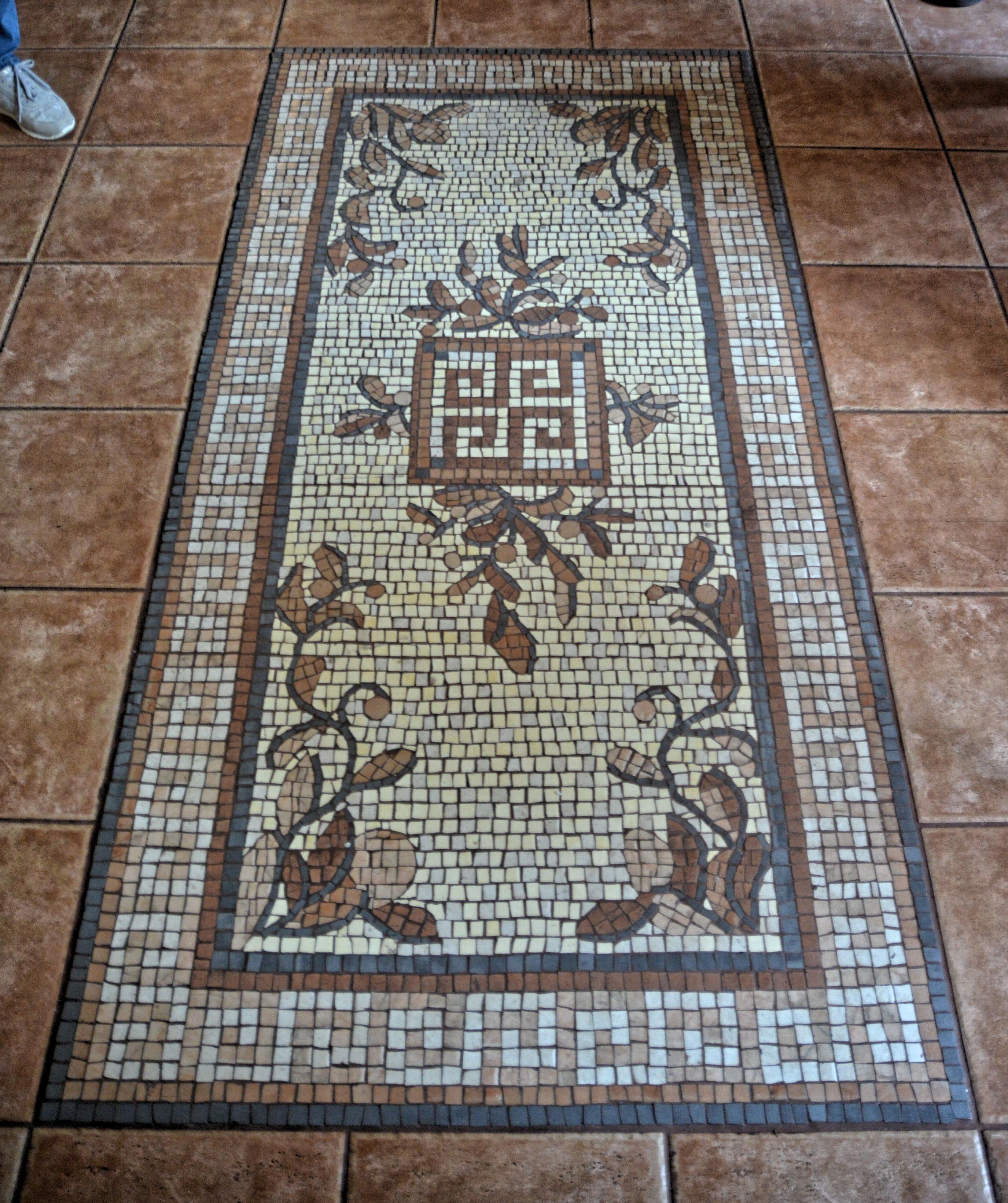
Mozaika przy ul. Śląskiej 51

- mozaika w posadzce dawnej restauracji "Amaretti" przy ul. Śląskiej 51. Kompozycja autorstwa Agaty Mazuś i Mieszka Mazuś powstała w latach 1998-1999 na zamówienie właścicielki lokalu, który funkcjonował jako solarium "Aspendos". Ze względu na skojarzenia z kulturą pielęgnacji ciała w starożytnej Grecji i Rzymie twórcy wnętrza zdecydowali się nawiązać do elementów dekoracyjnych starożytności. Mozaika jest jedynym zachowanym detalem wystroju dawnego solarium po remoncie i zmianie funkcji lokalu na restaurację. Dekoracja wykonana jest z gresu czeskiego. Kompozycja pracy odnosi się do klasycznych kompozycji mozaikowych starożytnego Rzymu[10].

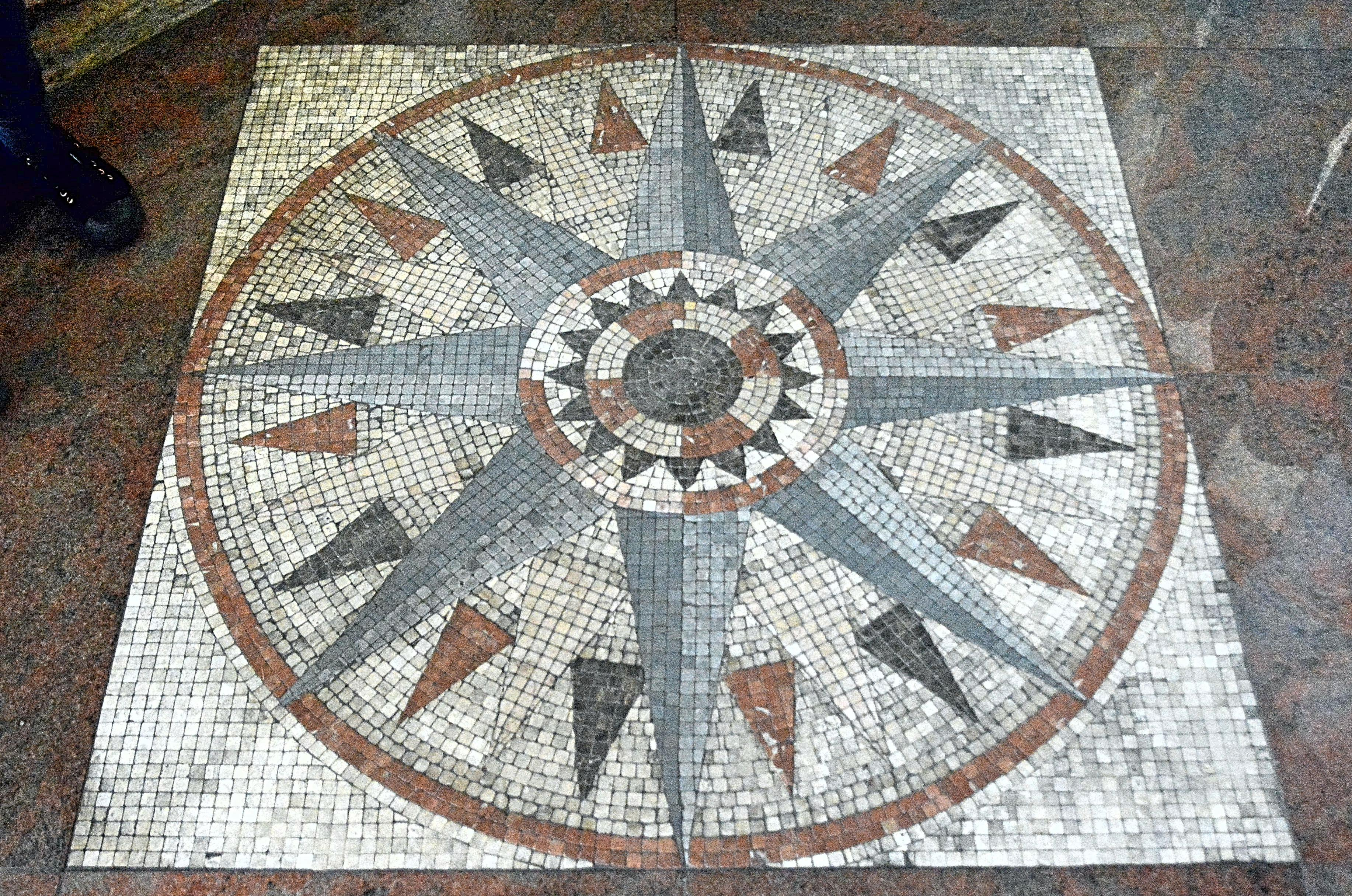
Mozaika przy ul. Boguslawa 3

- mozaiki posadzkowe w przejeździe bramnym kamienicy pod adresem Ks. Bogusława X 3 (na odcinku Deptaku Bogusława X). Całość kompozycji składa się z trzech oddzielnych dekoracji: mapy świata oraz dwóch róż wiatrów. Mozaiki powstały w latach 2004-2005 w trakcie generalnego remontu kamienicy. Prowadzący remont właściciele obiektu wyborem tematu mozaik zaznaczyli charakter swojej zawodowej działalności, związanej z rekrutowaniem załóg na dalekomorskie rejsy. Dekoracje zostały wybrane przez właścicielkę obiektu z katalogu chińskiej firmy oferującej mozaiki i sprowadzone z Chin do Szczecina.
- mozaika będąca eksponatem wystawy stałej Muzeum Techniki i Komunikacji w Szczecinie. Jest grą edukacyjną przedstawiającą wielbłąda o takim samym tytule. Została stworzona przez Justynę Budzyn.
- mozaiki będące wykończeniem powierzchni mebli miejskich znajdujących się na placu Teatralnym. Meble powstały po 2008 w związku z otwarciem nowej siedziby Teatru "Pleciuga" oraz uruchomieniem fontanny multimedialnej przed budynkiem teatralnym, w miejscu dawnego basenu przeciwpożarowego. Pierwotnie zespół mebli miejskich i fontannę uzupełniały rzeźbiarskie przedstawienia ryb wykończone w technice mozaiki autorstwa studentów Akademii Sztuki w Szczecinie. Rzeźby skradziono w 2012[11].

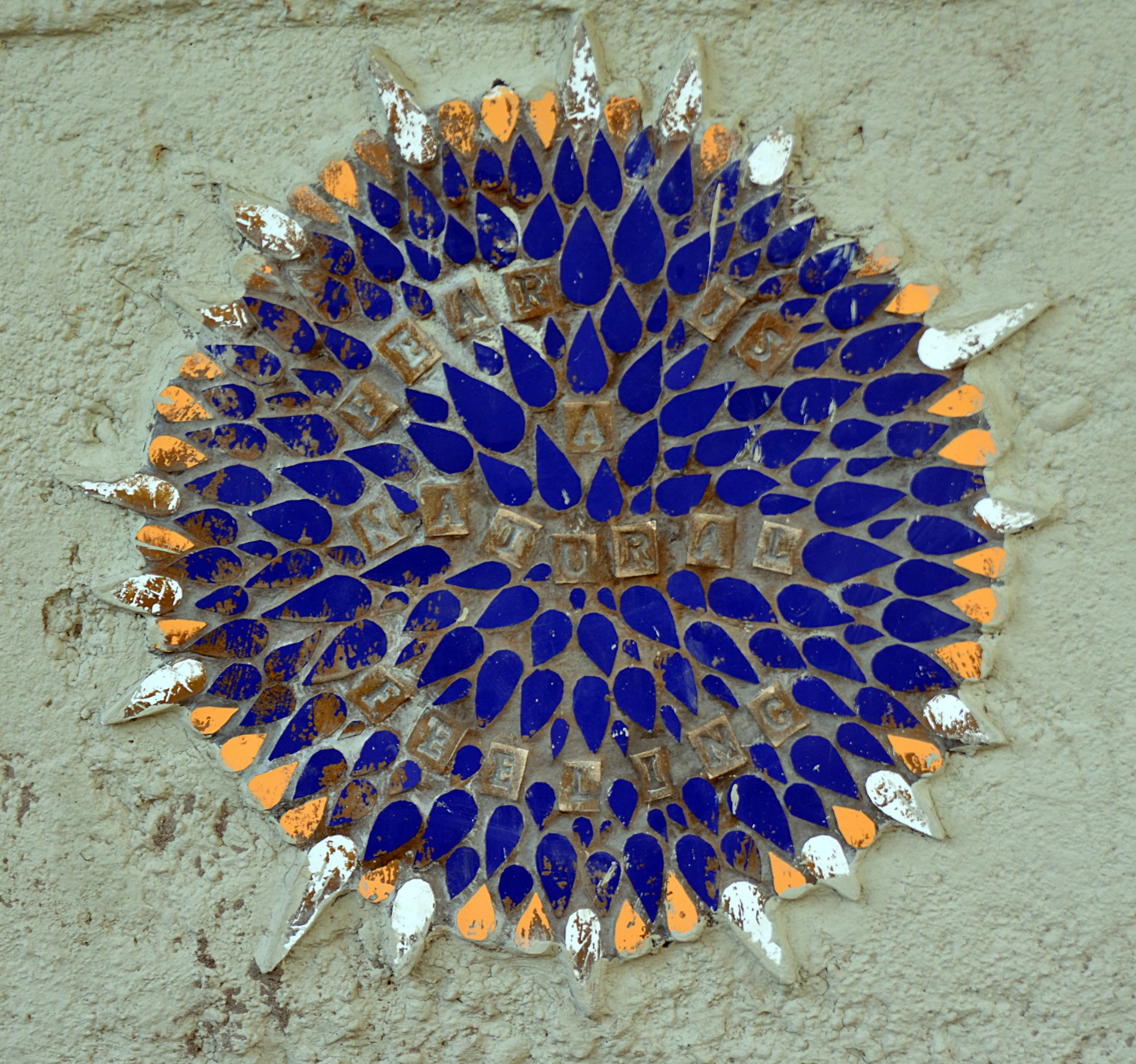
Mozaika nad Jez. Szmaragdowym

- mozaika na przęśle wiaduktu przy Jeziorze Szmaragdowym.  Kompozycja została stworzona przez Justynę Budzyn. Praca powstała w 2014 jest abstrakcją organiczną z tekstem: „Fear is a natural feeling”, czyli  „Strach jest naturalnym uczuciem”.
- mozaika z postacią Koziołka Matołka w Szkole Podstawowej nr 47 im. Kornela Makuszyńskiego przy ulicy Jagiellońskiej 59.  Została stworzona przez Milenę Bauzę w 2018 na zamówienie szkoły w celu uczczenia 60-lecia jej istnienia.

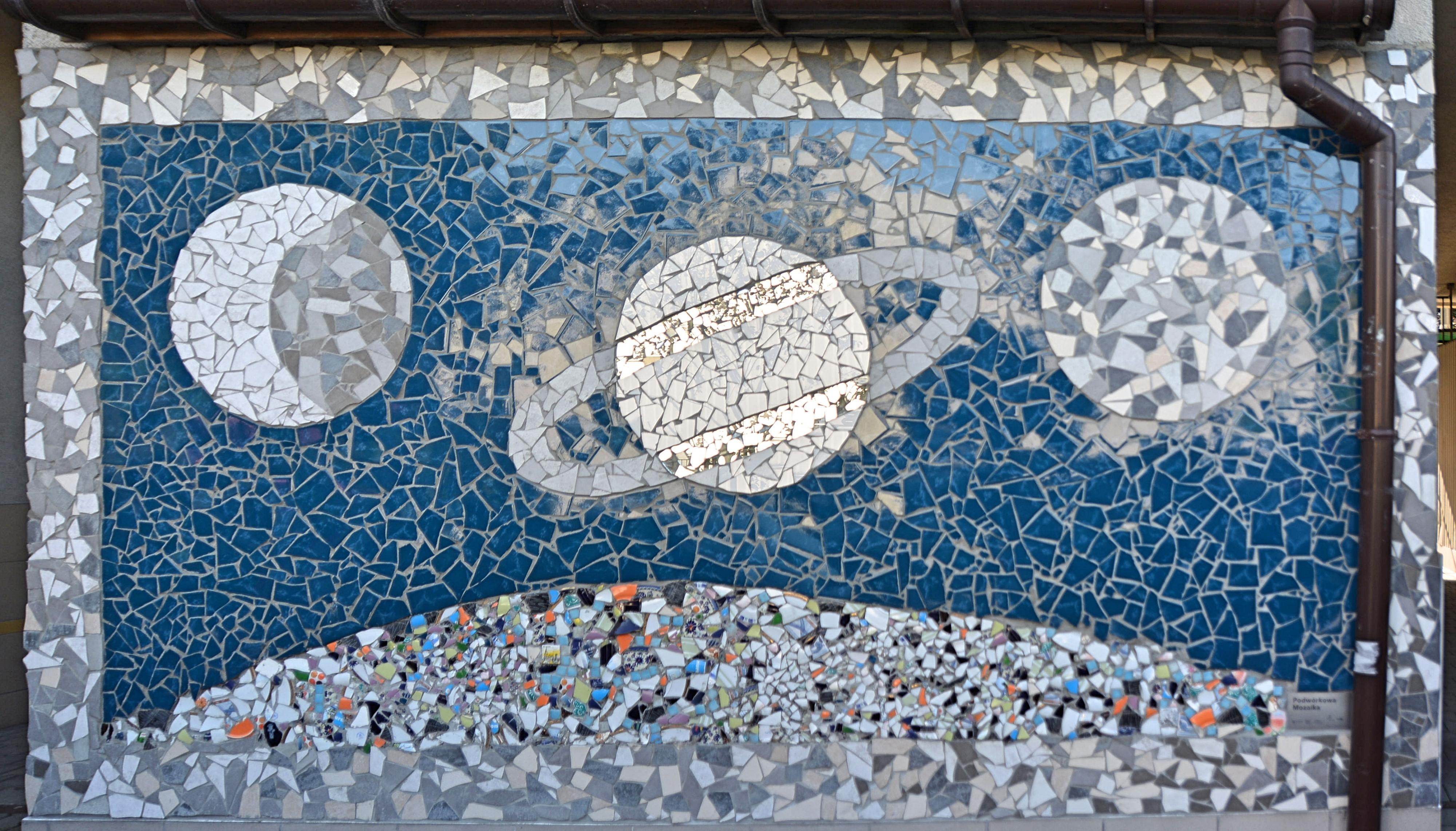
Mozaika przy ul. Krzywoustego 5a

- mozaika na tylnej elewacji budynku przy ul. Krzywoustego 5a. Pierwsza z mozaik, które powstały w Szczecinie jako działanie kooperatywy grupy "Dobre Praktyki" i stowarzyszenia "Oswajanie Sztuki". Tytuł i temat kompozycji " Kosmos " nawiązuje do umiejscowienia dekoracji. Praca znajduje się naprzeciw tylnej elewacji budynku dawnego kina "Kosmos". Dekoracja, stworzona w 2018, została wykonana z pobitej ceramiki, którą podarowali mieszkańcy i sponsorzy. Wykonawczyniom mozaiki z kolektywu "Dobre Praktyki": Adzie Krawczak, Patrycji Kuracińskiej i Patrycji Makarewicz pomagali mieszkańcy okolic. Projekt dekoracji autorstwa Patrycji Kuracińskiej został wybrany przez mieszkańców sąsiedzkich budynków spośród trzech różnych propozycji, które zostały im przedstawione do konsultacji. Powstanie mozaiki sfinansowano m.in. z programu grantowego  "Społecznik"

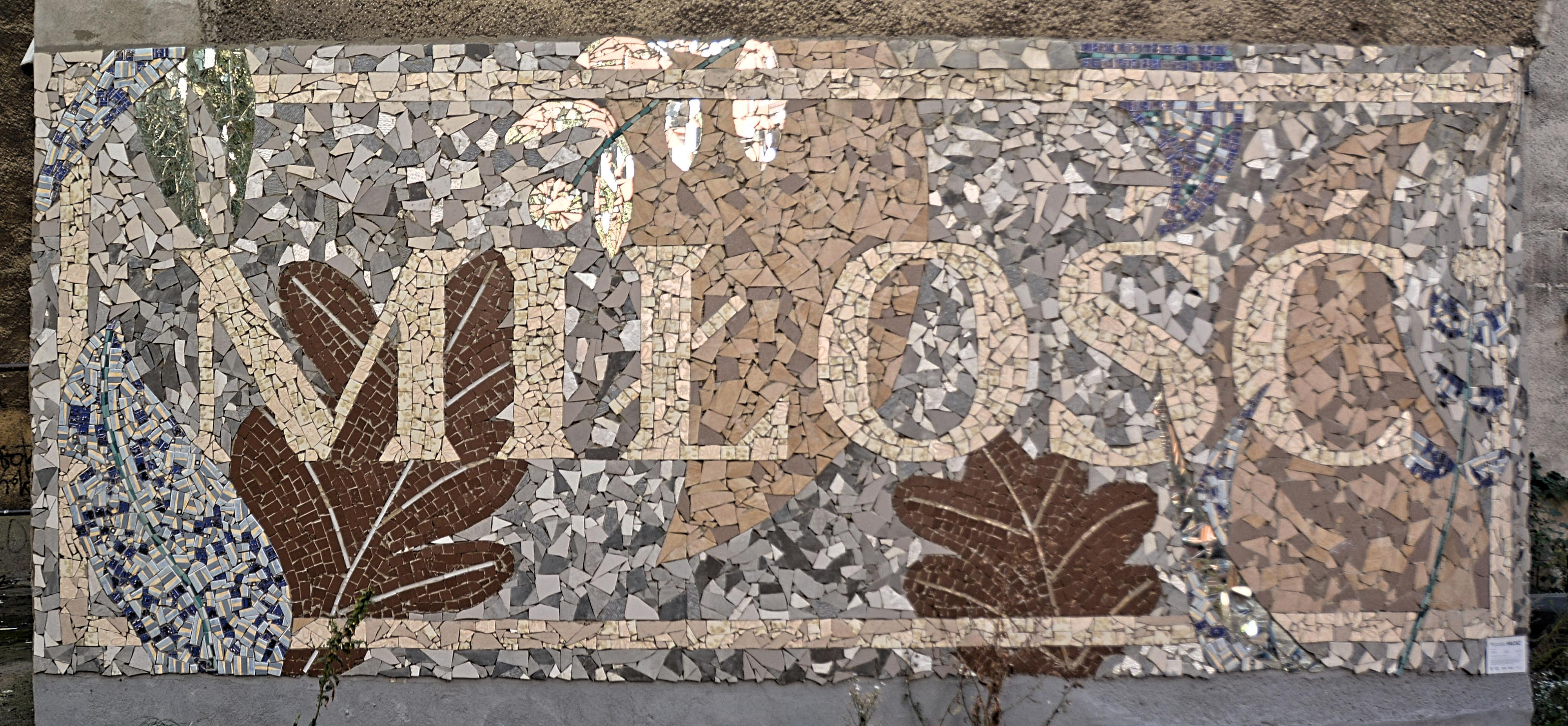
Mozaika przy ul. Bałuki 17

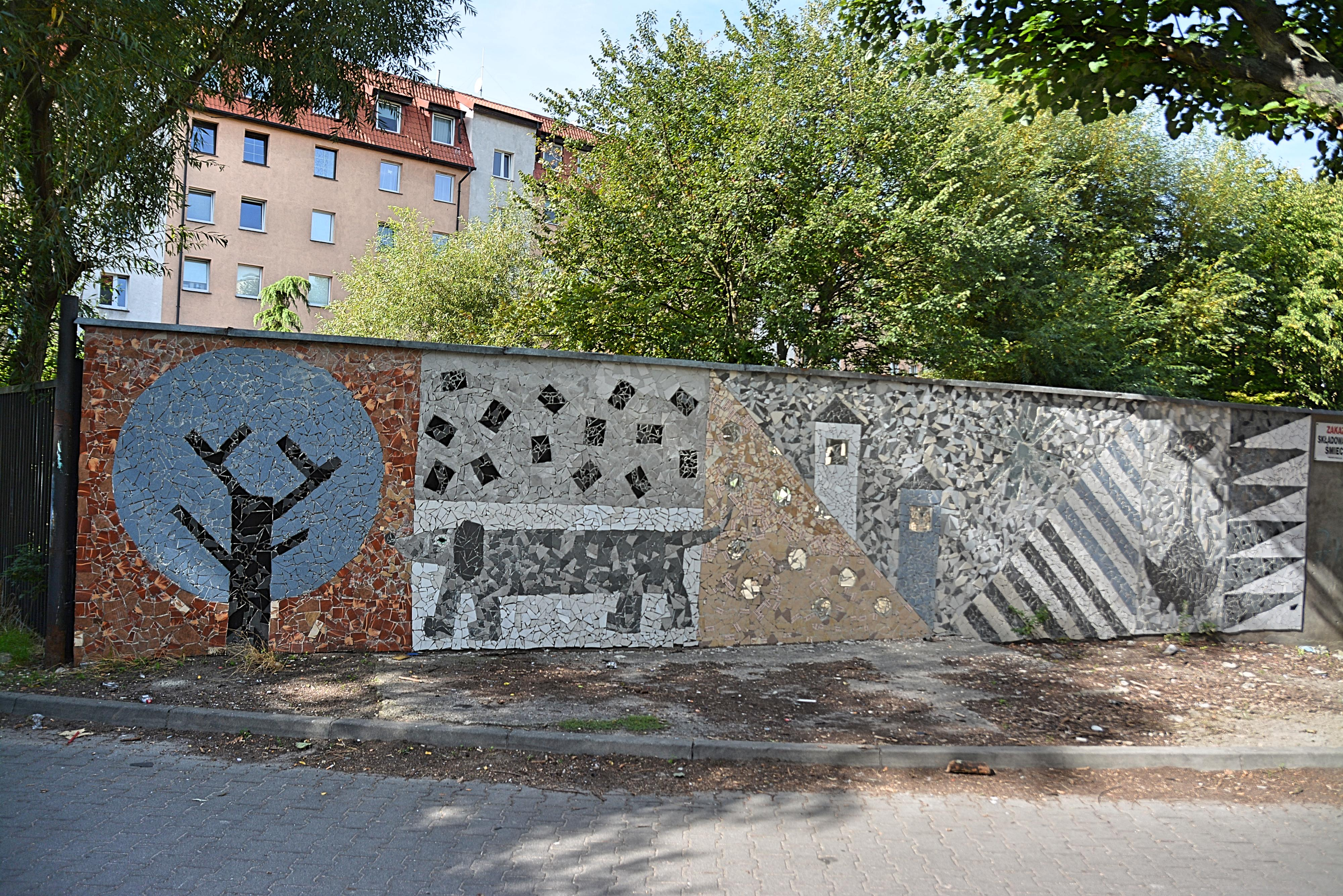
Mozaika przy ul. Pułaskiego 2

- mozaika w podwórku przy ul. Bałuki 17. Stworzona w kooperatywie grupy "Dobre Praktyki" i stowarzyszenia "Oswajanie Sztuki". Dekoracja przedstawiająca napis "Miłość" na tle motywów florystycznych stworzona została w 2019. Jest wykonana z pobitej ceramiki, będącej darem mieszkańców i darem od sponsorów. Wykonawczyniom mozaiki pomagali mieszkańcy okolic. Projekt dekoracji autorstwa Patrycji Kuracińskiej został wybrany przez mieszkańców sąsiedzkich budynków spośród trzech różnych propozycji, które zostały im przedstawione do konsultacji. Powstanie mozaiki sfinansowano m.in. z programu grantowego  "Społecznik"

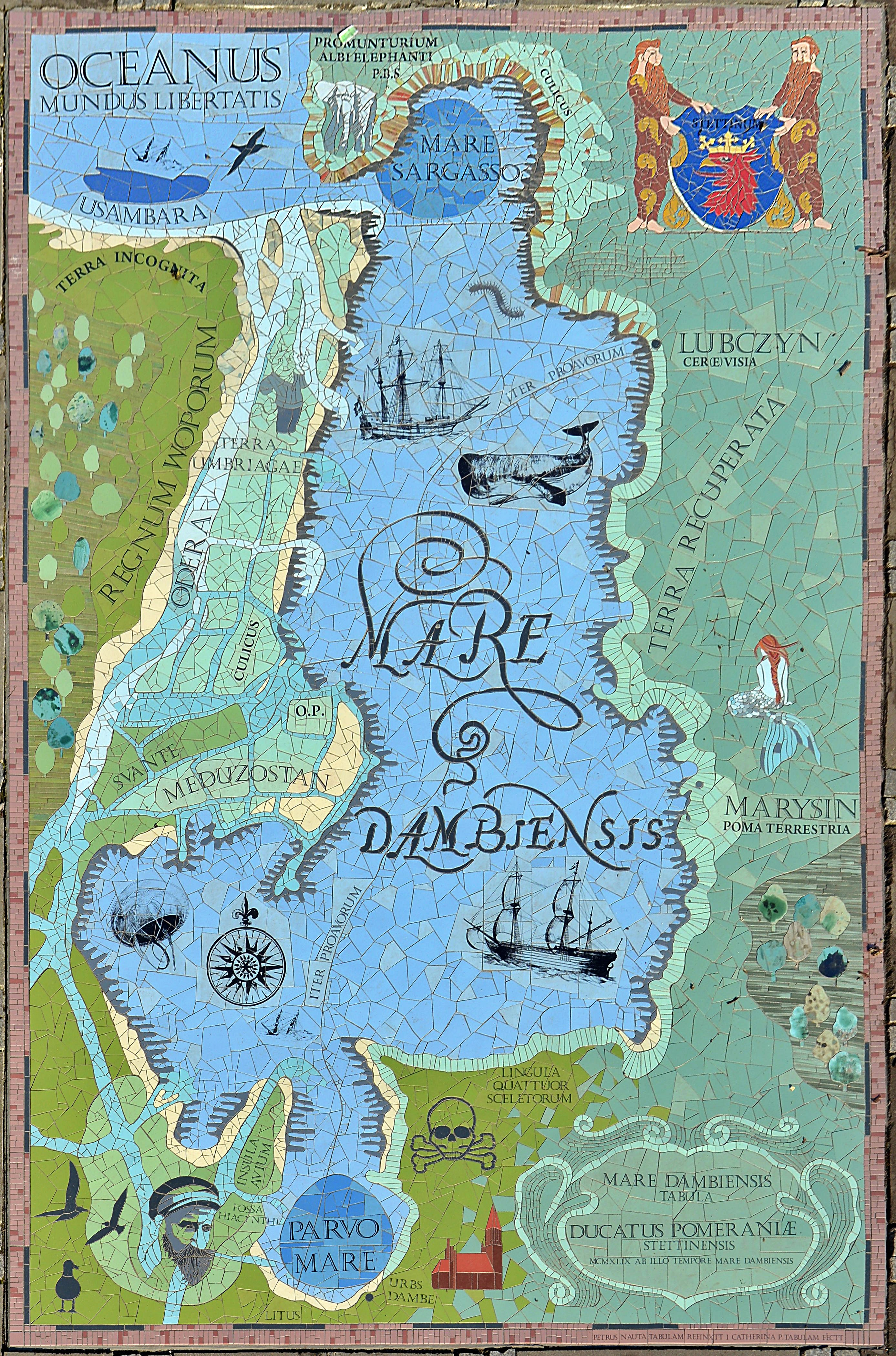
Mozaika na Bulwarze Piastowskim

- mozaika posadzkowa w Alei Żeglarzy na Bulwarze Piastowskim. Kompozycja, powstała w 2019, autorstwa Justyny Budzyn jest artystyczną interpretacją mapy "Mare Dambiensis". Mapa to opracowanie łączące dane ze szkicu pochodzącego z 1949, znajdującego się w Kronice szczecińskiego oddziału Akademickiego Związku Morskiego oraz informacje  uzyskane od żeglarzy i pionierów Szczecina[12].

- mozaika w podwórku przy ul. Pułaskiego 2. Dekorację wykonała kooperatywa grupy "Dobre Praktyki" i stowarzyszenia "Oswajanie Sztuki" oraz okoliczni mieszkańcy. Projekt dekoracji został wybrany przez mieszkańców sąsiedzkich budynków spośród trzech różnych propozycji, które zostały im przedstawione do konsultacji. Uroczyste odsłonięcie pracy nastąpiło 17 listopada 2019. Mozaika jest wykonana z pobitej ceramiki, będącej darem mieszkańców i darem od sponsorów. Powstanie mozaiki sfinansowano m.in. z programu grantowego  "Społecznik".
- mozaiki niedaleko polany przy Kąpielisku Arkonka. Zaprojektował i wykonał je w 2020 Szymon Seroka w ramach swojego dyplomu licencjackiego zrealizowanego na studiach na Akademii Sztuki w Szczecinie.
- mozaiki na ogrodzeniu w parku im. Nadratowskiego. Kompozycja składa się z około 30 odrębnych części stworzonych na kwadratowych styropianowych podkładach. Każda z części jest osobną, autorską pracą anonimowego uczestnika - amatora. Prace powstały w dniach 31.07 i 01.08 2020 na warsztatach tworzenia mozaik prowadzonych przez Adę Krawczak, zorganizowanych przez stowarzyszenie "Oswajanie Sztuki" we współpracy z Radą Osiedla Drzetowo-Grabowo. Autorami poszczególnych kompozycji były dzieci, ich opiekunowie oraz dorośli zainteresowani warsztatami. Po stworzeniu prac warsztatowych organizatorzy stworzyli z nich kompozycje i zamontowali na pobliskim ogrodzeniu.

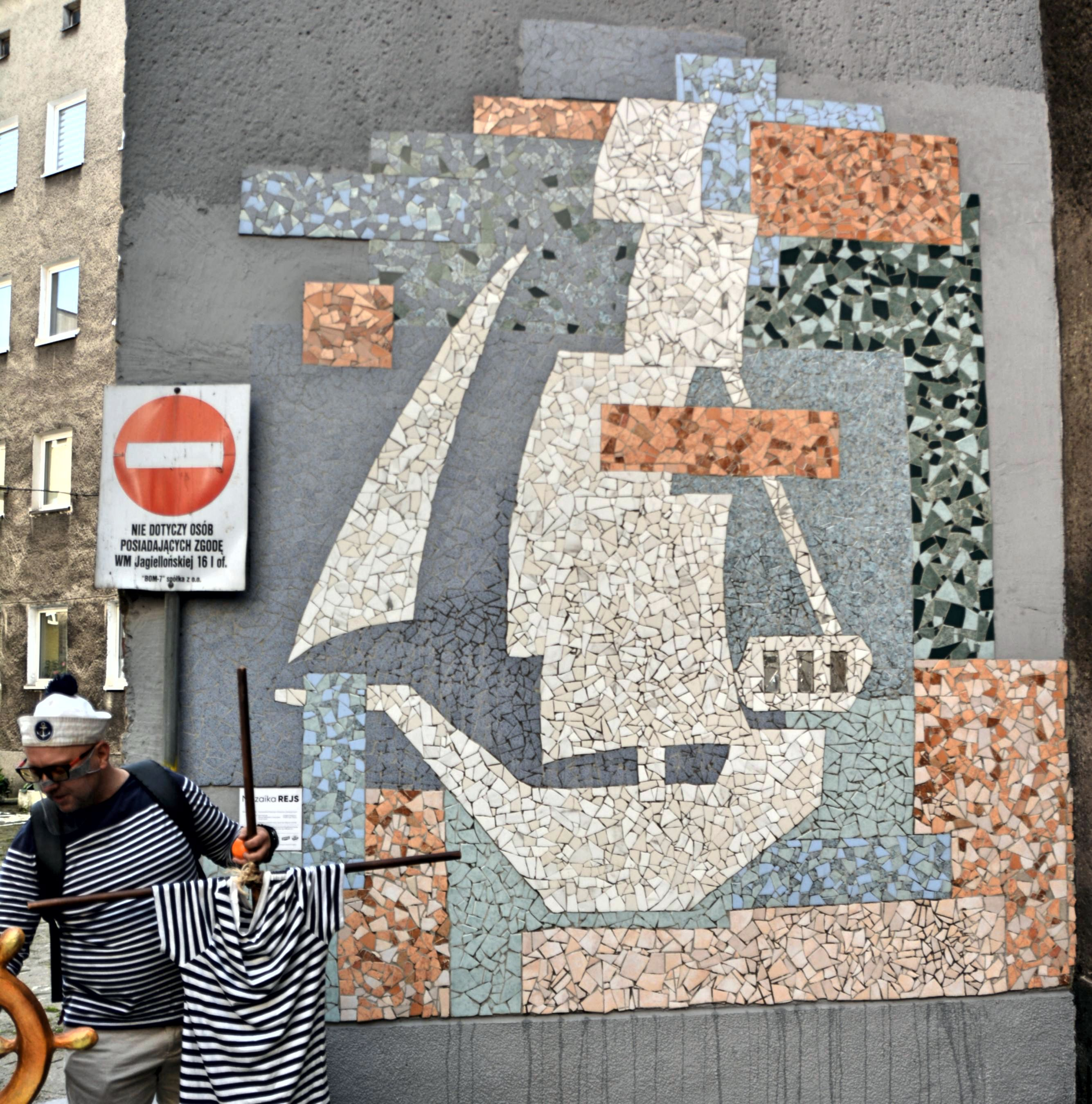
Mozaika przy al. Wojska Polskiego 53

- mozaika w podwórku przy Alei Wojska Polskiego 53. Wykonało ją stowarzyszenie "Oswajanie Sztuki" według projektu Ady Krawczak. Projekt mozaiki o tytule "Rejs", przedstawiający sylwetkę statku został wybrany przez mieszkańców zasiedlających sąsiedztwo spośród trzech różnych propozycji przedstawionym im do konsultacji. Uroczysta premiera dekoracji odbyła się 19 września 2020. Powstanie mozaiki sfinansowano m.in. z programu grantowego browaru "Bosman".
- mozaika w podwórku przy blokach mieszkalnych pod adresami ul. Mikołajczyka 14, 15, 16. Kompozycja "Bohaterki" została uroczyście odsłonięta 11 listopada 2020. Stworzyło ją stowarzyszenie "Oswajanie Sztuki" i inni mieszkańcy Szczecina. Mozaika poświęcona jest kobiecym bohaterkom, interpretowanym jako wszystkie osoby mające znaczenie dla społeczności miasta.
- mozaika we wnętrzu Pałacu Młodzieży przy tzw. „Pałacowym Poidełku”. Stanowi dekorację ujęcia wody pitnej. Została wykonana w technice artystycznej ceramiki w pracowni ceramicznej Pałacu Młodzieży. Kompozycja- abstrakcja organiczna - to kolaż wielu prac dzieci, które wykonały części mozaiki podczas warsztatów ceramicznych.
- posadzka nawiązująca do techniki mozaikowej na pierwszym piętrze budynku Zarządu Portu Szczecin- Świnoujście przy ul. Bytomskiej 7. Przedstawia uproszczoną mapę obszarów sąsiadujących z Zalewem Szczecińskim.
- mozaika posadzkowa przy fragmentach średniowiecznego muru przy ulicy Cichej.
- nieukończona mozaika w podwórzu kamienicy przy alei Piastów 78, znajdująca się na elewacji budynku pracowni Jarosława Eysymonta, który jest autorem dekoracji. Artysta w wyborze techniki i motywów inspiruje się mozaikami świata starożytnego.

### Mozaiki w obiektach sakralnych
- mozaika ołtarza głównego kościoła p.w. św. Dominika przy pl. Ofiar Katynia 1. Jest symboliczną kompozycją autorstwa Karola Badyny.

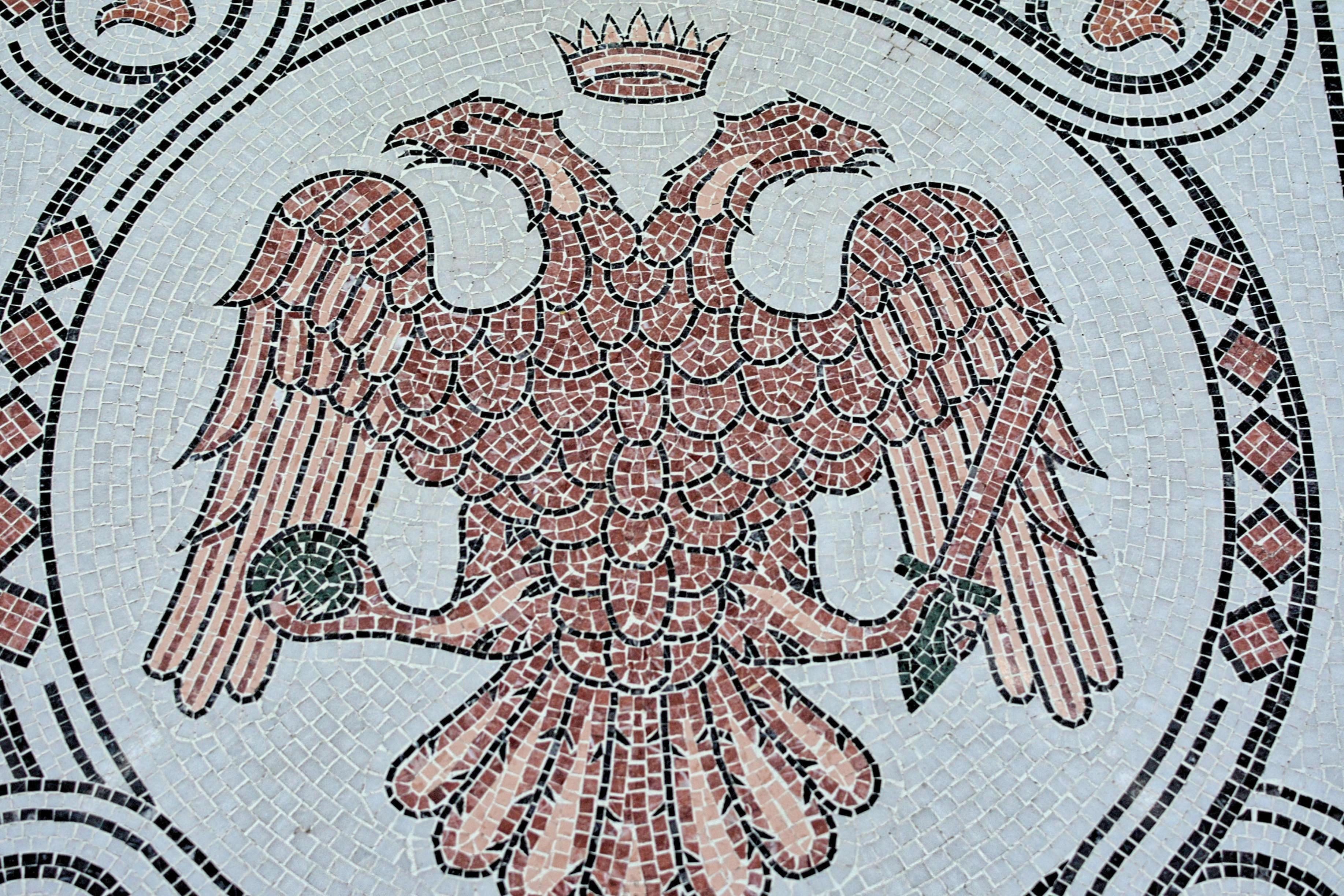
Mozaika w cerkwi św. Mikołaja

- mozaika posadzkowa w cerkwi pw. św. Mikołaja przy ul. Zygmunta Starego 2. Mozaika, jedna z licznych dekoracji otwartej w 2011 nowej cerkwi prawosławnej w Szczecinie, została wykonana w pracowni w Atenach, jest symbolem umieszczanym w greckich cerkwiach jako symbol jedności kościoła.
- mozaiki na terenie kościoła pw. Przemienienia Pańskiego na Gumieńcach przy ul. św. Kingi 2. Pierwsza, znajdująca się nad wejściem do obiektu  przedstawia postać Jezusa Chrystusa, druga, z postacią Matki Boskiej, będąca kolażem reliefu mozaikowego z kafelkami mozaikowymi znajduje się w grocie obok kościoła.
- mozaika w kaplicy Szkoły Salezjańskiej przy ul. Ku Słońcu 124. Kompozycja zawiera dwa rodzaje mozaik: płaskie tło mozaikowe przy ołtarzu głównym oraz poniżej, przy tabernakulum, mozaikę z wypukłych elementów szkliwionych z motywami kwiatowymi.
- mozaika przy wejściu do kaplicy kościoła pw. św. Brata Alberta Szczecin przy ul. Zegadłowicza 20. Mozaika przedstawiająca św. Brata Alberta Chmielowskiego została stworzona przez Michała Luszawskiego w podziękowaniu za ceremonię swojego ślubu.

## Projekt "Mozaiki szczecińskie"
Projekt "Mozaiki szczecińskie" jest realizowany od jesieni 2019 przez licencjonowaną przewodniczkę miejską Joannę Olszowską i Sabinę Wacławczyk. Głównym celem projektu jest odnajdywanie znajdujących się w Szczecinie dekoracji mozaikowych i zdobywanie informacji o nich oraz szerzenie wiedzy na temat mozaik. Autorki projektu organizują spacery z przewodnikiem szlakiem mozaik i popularyzują wiedzę o mozaikach poprzez publikowanie artykułów popularnonaukowych, udział w audycjach i programach radiowych, organizację spotkań społecznych i angażowanie się w działania promocyjne w mediach lokalnych i ogólnopolskich. 
W lipcu 2020 dzięki procedurze Inicjatywa Lokalna Urzędu Miasta Szczecin autorki projektu wydały papierową mapę mozaik szczecińskich. Aktualizowana elektroniczna wersja pliku mapy znajduje się na stronie FB projektu.